# Operação Lava Jato
A Operação Lava Jato foi um conjunto de investigações realizadas pela Polícia Federal do Brasil (PF), que cumpriu mais de mil mandados de busca e apreensão, de prisão temporária, de prisão preventiva e de condução coercitiva, visando apurar um esquema de lavagem de dinheiro que movimentou bilhões de reais em propina, denominado Petrolão. A operação teve início em 17 de março de 2014 e contou com 80 fases operacionais autorizadas, entre outros, pelo então juiz Sergio Moro, durante as quais prenderam-se e condenaram-se mais de cem pessoas; sendo alvo de controvérsias e tendo seu término em 1º de fevereiro de 2021. O nome da operação deve-se ao uso de um posto de combustíveis para movimentar valores de origem ilícita, investigado na primeira fase da operação, na qual o doleiro Alberto Youssef foi preso.
A Lava Jato investigou crimes de corrupção ativa e passiva, gestão fraudulenta, lavagem de dinheiro, organização criminosa, obstrução da justiça, operação fraudulenta de câmbio e recebimento de vantagem indevida. De acordo com investigações e delações premiadas, estavam envolvidos em corrupção membros administrativos da empresa estatal Petrobras, políticos dos maiores partidos do Brasil, incluindo presidentes da República, presidentes da Câmara dos Deputados e do Senado Federal e governadores de estados, além de empresários de grandes empresas brasileiras. A Polícia Federal considera-a a maior investigação de corrupção da história do país.
Ao longo de seus desdobramentos, entre outras pessoas relevantes que acabaram sendo presas pela operação, incluem-se o ex-governador do Rio de Janeiro Sérgio Cabral e o seu sucessor Luiz Fernando Pezão, ainda durante o mandato, o ex-senador Delcídio do Amaral, o ex-presidente da Câmara dos Deputados Eduardo Cunha, os ex-ministros da Fazenda Antonio Palocci e Guido Mantega, o publicitário João Santana, o ex-ministro-chefe da Casa Civil José Dirceu, o empresário Eike Batista e, em abril de 2018, o ex-presidente da República Luiz Inácio Lula da Silva. Ao final de dezembro de 2016, a Operação Lava Jato obteve um acordo de leniência com a empreiteira Odebrecht, que proporcionou o maior ressarcimento da história mundial, mas por outro lado causou graves danos à ordem econômica brasileira. O acordo previu o depoimento de 78 executivos da empreiteira, gerando 83 inquéritos no STF, e de que o ministro do tribunal Edson Fachin retirou o sigilo em abril de 2017. Novas investigações surgiram no exterior a partir destes depoimentos em dezenas de países, dentre eles Cuba, El Salvador, Equador e Panamá. Em fevereiro de 2021, a operação de combate à corrupção terminou, após quase sete anos de ação.
A investigação levou a uma redução bilionária nos investimentos por parte da Petrobras, impactando majoritariamente o setor de construção relacionada ao óleo e gás, o que por sua vez impactou negativamente o PIB e os níveis de emprego no país, contribuindo à crise econômica brasileira de 2014. Enquanto alguns analistas criticam a operação, defendendo que o impacto poderia ser reduzido com acordos de leniência e outras medidas, outros discordam, apontando a corrupção e não sua investigação como a causa raiz. Em março de 2024, uma pesquisa da Genial/Quaest realizada entre 25 e 27 de fevereiro do mesmo ano mostrou que 50% dos entrevistados acham que a operação "fez mais bem" ao país e 28% disseram que "fez mais mal", questionados se a Lava Jato ajudou a combater a corrupção, 49% disseram "sim" e 37% disseram "não".

## Histórico

### Origem
Um inquérito do ex-delegado da Polícia Federal (PF), Gerson Machado, em 2008, contra o doleiro Alberto Youssef, é considerado o "marco zero" das investigações que identificaram que Youssef operava às sombras após delação no escândalo do Banestado. No mesmo ano, uma investigação de lavagem de dinheiro pelo ex-deputado federal londrinense José Janene, no escândalo do Mensalão, antecedeu a Operação Lava Jato: o empresário Hermes Magnus, proprietário da Dunel Indústria e Comércio, fábrica de máquinas e equipamentos para certificação, denunciou lavagem de dinheiro por operadores do esquema, inclusive Janene, e informou que o doleiro Youssef voltara a operar.
A PF iniciou investigação em 2009, que ao deflagrar em 2013 batizou Operação Miquéias, confirmando que o doleiro Youssef estava em atividade. Além do ex-deputado Janene, envolveram-se nos crimes os doleiros Youssef e Carlos Habib Chater. Youssef estranhou não ter sido preso na operação e desconfiou haver outra em curso. Assim, a operação Lava Jato é desdobramento da Miquéias.
Em julho de 2013, a Operação Miquéias começou a monitorar as conversas do doleiro Chater, identificando quatro organizações criminosas inter-relacionadas, cada uma liderada por um doleiro: Chater, Nelma Kodama, Alberto Youssef e Raul Srour. O monitoramento de suas comunicações revelou que Youssef, mediante pagamentos por terceiros, deu um Land Rover Evoque ao ex-diretor de Abastecimento da Petrobras Paulo Roberto Costa; a operação começou a investigar a Petrobras.
Chater era dono de um posto de combustíveis em Brasília, o Posto da Torre, onde havia uma casa de câmbio utilizada para evadir divisas do país, e foi o primeiro preso na operação.

### 2014

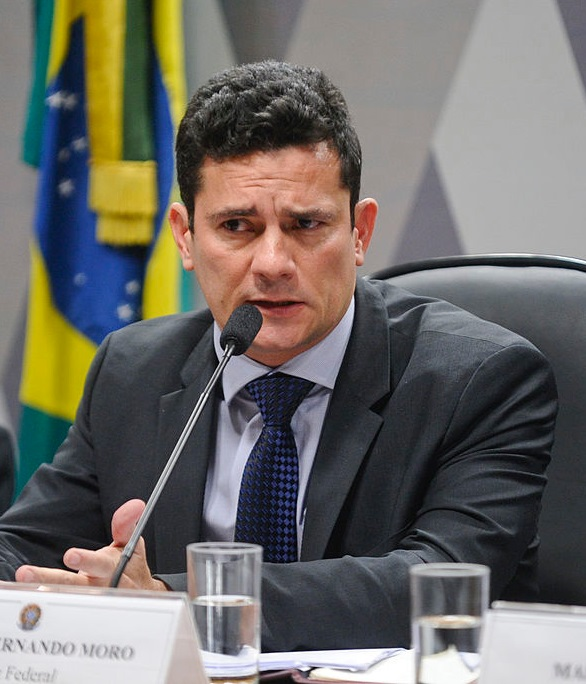
Sergio Moro, um dos juízes responsáveis pela Operação Lava Jato em primeira instância.

Após a Polícia Federal deflagrar a Operação Lava Jato em março de 2014, o Ministério Público Federal (MPF) em Curitiba criou uma equipe de procuradores para atuar no caso. A força-tarefa do MPF inicialmente era composta pelos procuradores Deltan Dallagnol, Carlos Fernando dos Santos Lima, Roberson Pozzobon, entre outros. Também são associados à operação um grupo de trabalho atuando junto à Procuradoria-Geral da República em Brasília, criado em janeiro de 2015 para auxiliar na investigação e acusação e dar ajuda ao procurador-geral na análise de processos em tramitação, e uma segunda força-tarefa, instituída em dezembro de 2015 pelo Conselho Superior do Ministério Público Federal, que trabalha junto ao Superior Tribunal de Justiça. Após quatro anos de operação, o procurador Carlos Fernando Lima anunciou que estaria próximo de sua aposentadoria e deixou a força-tarefa, sendo substituído pelo procurador Felipe D’Elia Camargo.
Erika Marena, delegada da Polícia Federal em Curitiba, nomeou a operação em março de 2014 como Operação Lava Jato devido ao uso de uma rede de lavanderias e postos de combustíveis pela quadrilha para movimentar os valores de origem ilícita. Ela foi acusada por Dallagnol de "falsidade" por lavrar "termo de depoimento como se tivesse ouvido o cara, com escrivão e tudo, quando não há nada ...".
Inicialmente a operação encontrou desvio de fundos da Petrobras. Em anos seguintes, as investigações desvendaram também superfaturamentos em obras públicas, como na hidrelétrica de Belo Monte, na usina de Angra 3, em fundos de pensão de servidores federais, em estádios da copa do mundo de 2014, no Anel de Integração do Paraná, em trechos do Rodoanel e em linhas e estações de metrô de São Paulo, Rio de Janeiro, Minas Gerais, Distrito Federal, Bahia, Ceará, Paraná e Rio Grande do Sul.

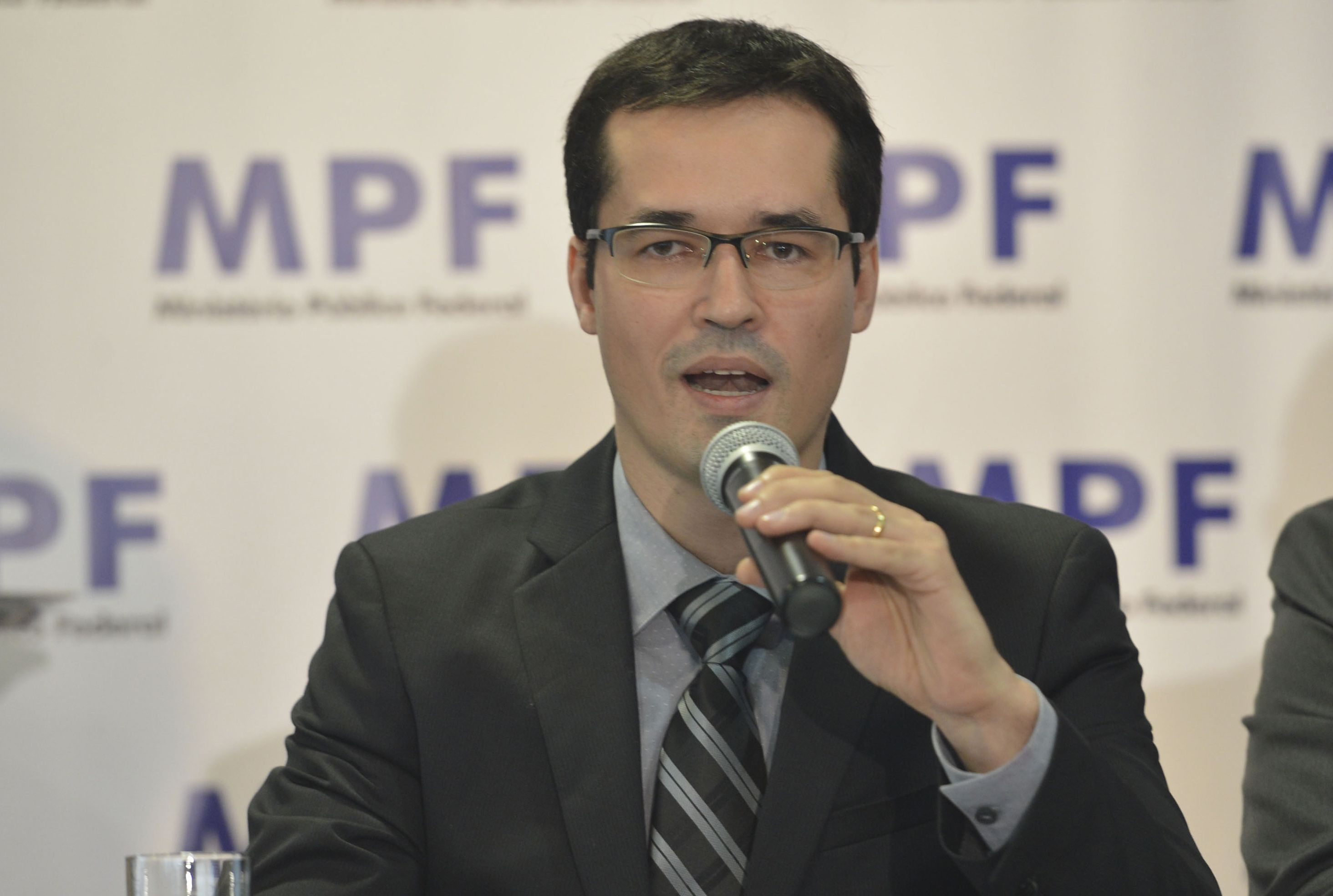
Deltan Dallagnol durante coletiva em 2015.

Até abril de 2014, a operação contava com 46 pessoas indiciadas pelos crimes de formação de organização criminosa, crimes contra o sistema financeiro nacional, falsidade ideológica e lavagem de dinheiro, tendo trinta pessoas presas, dentre elas o doleiro Youssef e Paulo Roberto Costa. Nessas medidas iniciais, a PF apreendeu mais de 80 mil documentos. A análise desse material somou-se aos monitoramentos de conversas e aos dados bancários dos investigados que foram coletados e analisados eletronicamente no Sistema de Investigação de Movimentações Bancárias. Em junho, o ex-diretor negou participação no esquema criminoso, porém, após a PF realizar buscas em empresas de familiares e encontrar indícios que o incriminavam, Costa decidiu colaborar com o MPF valendo-se do recurso da delação premiada, podendo assim obter redução de sua pena e o pagamento de multa.
Em 9 de outubro de 2014, o procurador Deltan Dallagnol calculou que as propinas recebidas pelos envolvidos no esquema de corrupção da Petrobras, outras estatais e órgãos públicos chegavam ao menos dez bilhões de reais. Ao defender as delações premiadas como "o motor" da operação, Dallagnol lembrou que a Lava Jato começou com a investigação de um posto de gasolina suspeito de lavagem de dinheiro e chegou ao gigantesco esquema de corrupção, o maior da história brasileira. Três dias depois, a Suíça bloqueou mais de cem contas referentes a Operação Lava Jato e confiscou cerca de 400 milhões de dólares. Em 19 de outubro, o presidente do Supremo Tribunal Federal, ministro Ricardo Lewandowski, afirmou em palestra em Washington, D.C. que as investigações em curso sobre o escândalo de corrupção na Petrobras provocavam uma "revolução" no Brasil.

### 2015

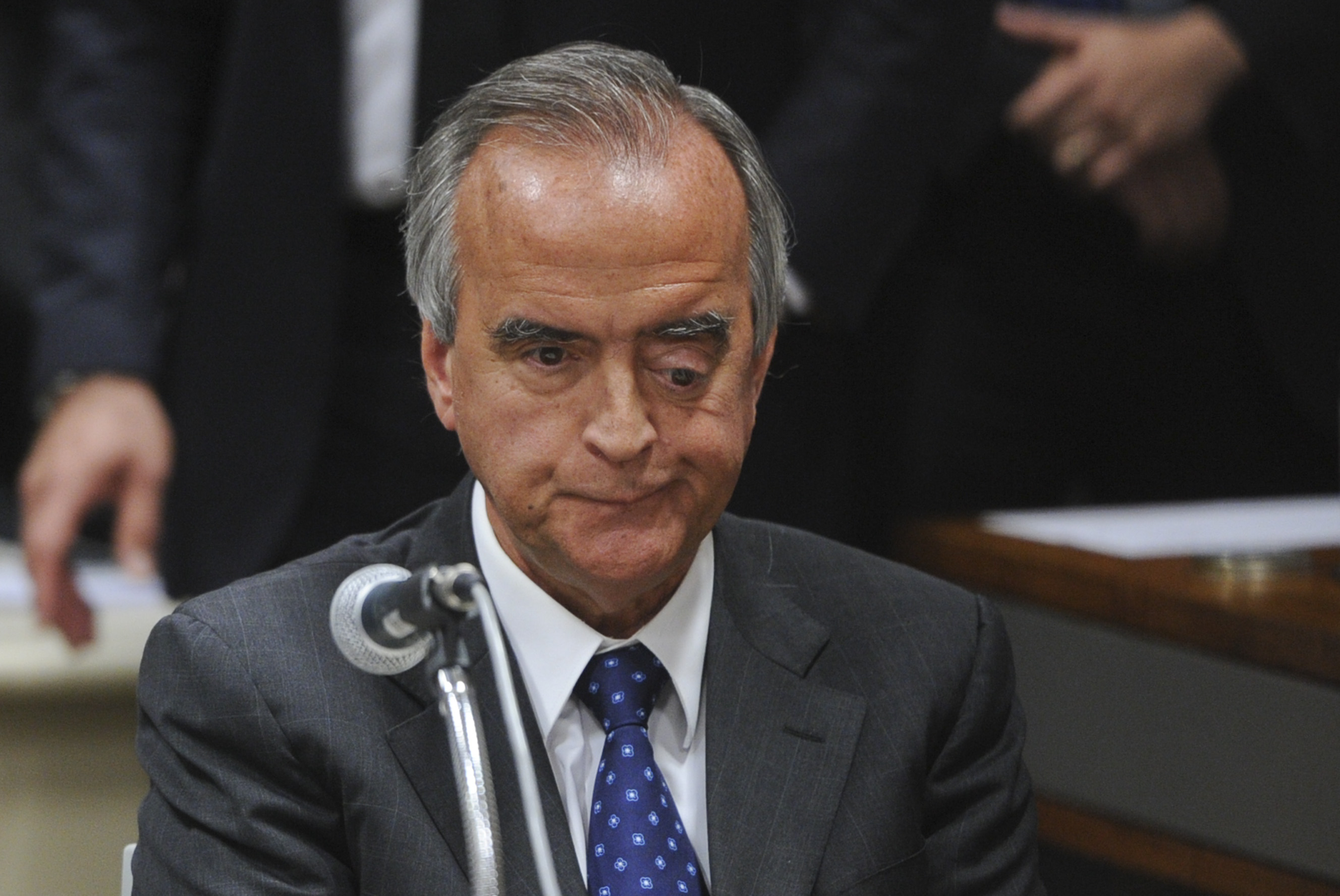
Nestor Cerveró, ex-diretor da Petrobras, preso na oitava fase.

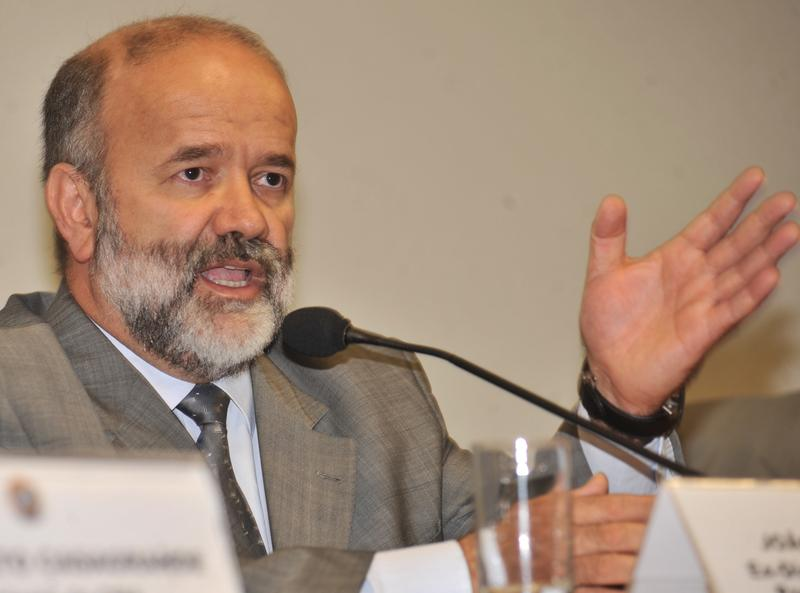
João Vaccari Neto foi preso na décima segunda fase da operação.

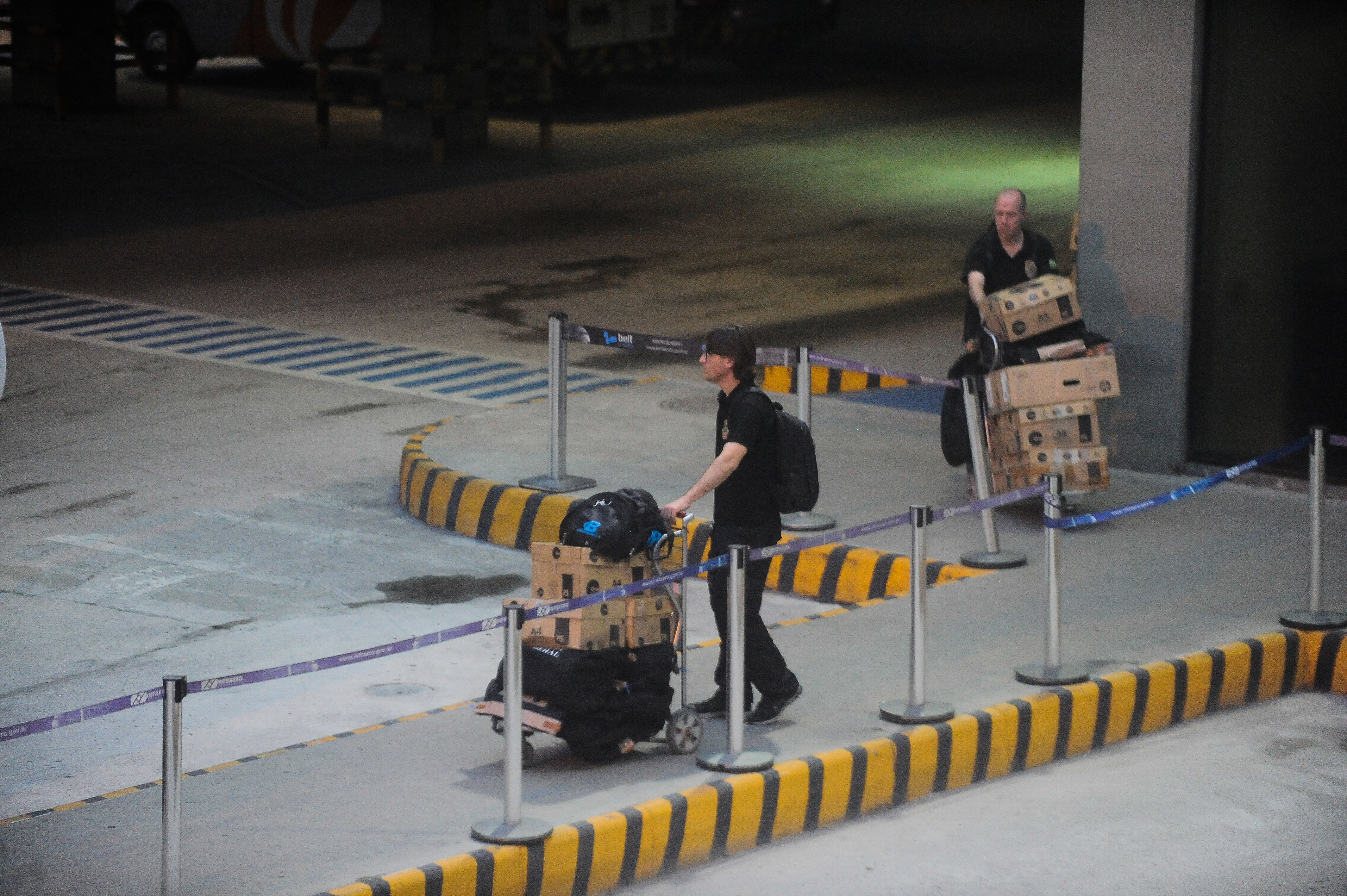
Policiais federais embarcam material apreendido na Eletronuclear, na Operação Radioatividade.

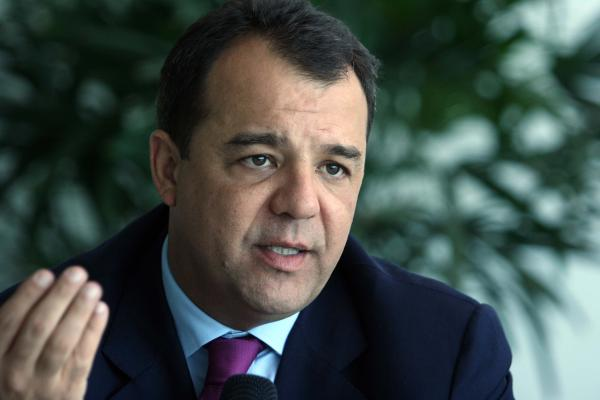
Sérgio Cabral, preso na 37ª fase.

Em novembro de 2015, a PF calculou que o prejuízo causado pelas irregularidades na Petrobras descobertas pela Operação Lava Jato poderia chegar a 42,8 bilhões de reais. Em abril daquele ano, a Petrobras divulgou em relatório financeiro ter tido um rombo de 6,2 bilhões de reais. O presidente da empresa, Aldemir Bendine, caracterizou a cifra como ‘conservadora’, vez que poderiam surgir novos fatos na investigação. O MPF considerou, em outubro, que o prejuízo passaria de 20 bilhões de reais. Em 16 de dezembro, o então ex-presidente Luiz Inácio Lula da Silva prestou depoimento à Operação Lava Jato na condição de informante, não investigado, com autorização do ministro do STF, Teori Zavascki. Ao fim de dezembro, Zavascki autorizou a quebra do sigilo fiscal e bancário do presidente de Senado, Renan Calheiros, suspeito de envolvimento em fraudes na contratação de consórcio Estaleiro Rio Tietê pela Transpetro em 2010.

### 2016
Em janeiro de 2016, o procurador-geral da República, Rodrigo Janot, afirmou que o esquema de corrupção sustentado pelo Progressistas (PP) desviou 357,9 milhões de reais dos cofres da estatal, entre 2006 e 2014. A investigação concentrou seus trabalhos também na atuação do Partido dos Trabalhadores (PT) e do Movimento Democrático Brasileiro (PMDB) no esquema. As três legendas, conforme o MPF, agiam como controladoras de áreas estratégicas da Petrobras, por meio do controle de diretorias, e beneficiárias diretas de desvios. Em fevereiro de 2016, de acordo com o jornal El País, a operação ganhou alcance internacional com a prisão do marqueteiro João Santana e com a suspeita da Odebrecht ter pago propina para Ollanta Humala, presidente do Peru.
Ainda no mesmo mês, depoimentos de Nestor Cerveró ligaram empréstimos de 12 milhões de reais ao ex-presidente Luiz Inácio Lula da Silva. Cerveró ligou sua nomeação a um cargo público em 2008 ao empréstimo. O cargo seria um reconhecimento para quitar o empréstimo considerado "fraudulento". É o primeiro delator a envolver o ex-presidente Lula diretamente no esquema. O pecuarista José Carlos Bumlai, preso na operação, teria intermediado o empréstimo.
Em 22 de março, desencadeou-se a "Operação Xepa" em oito estados, focando em obras feitas pela Odebrecht. Foi a primeira vez que iniciativas do chamado Legado Olímpico ficaram sob a mira das investigações. Os nomes das obras do Rio de Janeiro aparecem em uma série de planilhas e mensagens de correio eletrônico apreendidos com a ex-secretária do "Setor de Operações Estruturadas" da empreiteira, Maria Lúcia Tavares, que firmou acordo de delação premiada após ser presa. As investigações da operação identificaram que em 2006 o esquema de corrupção evoluiu e a Odebrecht criou a "Divisão de Operações Estruturadas", também conhecido como "departamento de propinas". Maria Lúcia Tavares controlava, na sede da empresa em Salvador, as execuções de pagamentos em espécie, mantendo uma planilha que listava as requisições semanais para entregas de dinheiro. Ela trabalhou no departamento de 2006 a 2015.
Em julho de 2016, a PF, o MPF, e a Receita Federal tiveram indícios de que parte do dinheiro da corrupção de estatais e empreiteiras do Brasil foi ou estava sendo "lavada" por uma rede de doleiros até então desconhecida, instalada em Angola. Um dos desdobramentos das investigações da PF apontou que Angola se tornara um paraíso fiscal e sediava uma nova rede de doleiros abastecidos com dinheiro oriundo da corrupção brasileira. Outros países da África, como Nigéria e Moçambique, e da América Latina, como República Dominicana, também entraram na mira dos investigadores. Em setembro de 2016, a PGR prorrogou a força-tarefa da operação no Paraná até o ano seguinte.

### 2017
Em janeiro de 2017, peritos da Polícia Federal informaram que todas as operações financeiras investigadas na Operação Lava Jato somaram oito trilhões de reais.
Até abril de 2017, a Suíça informou que mais de 1 bilhão de francos suíços foram bloqueados, o equivalente a mais de três bilhões de reais relacionados à contas bancárias de pessoas investigadas na operação. Foram analisadas mais de mil contas. Segundo o Ministério Público, "o processo coordenado entre Suíça, Brasil e EUA constitui um sucesso para a luta internacional contra a corrupção".

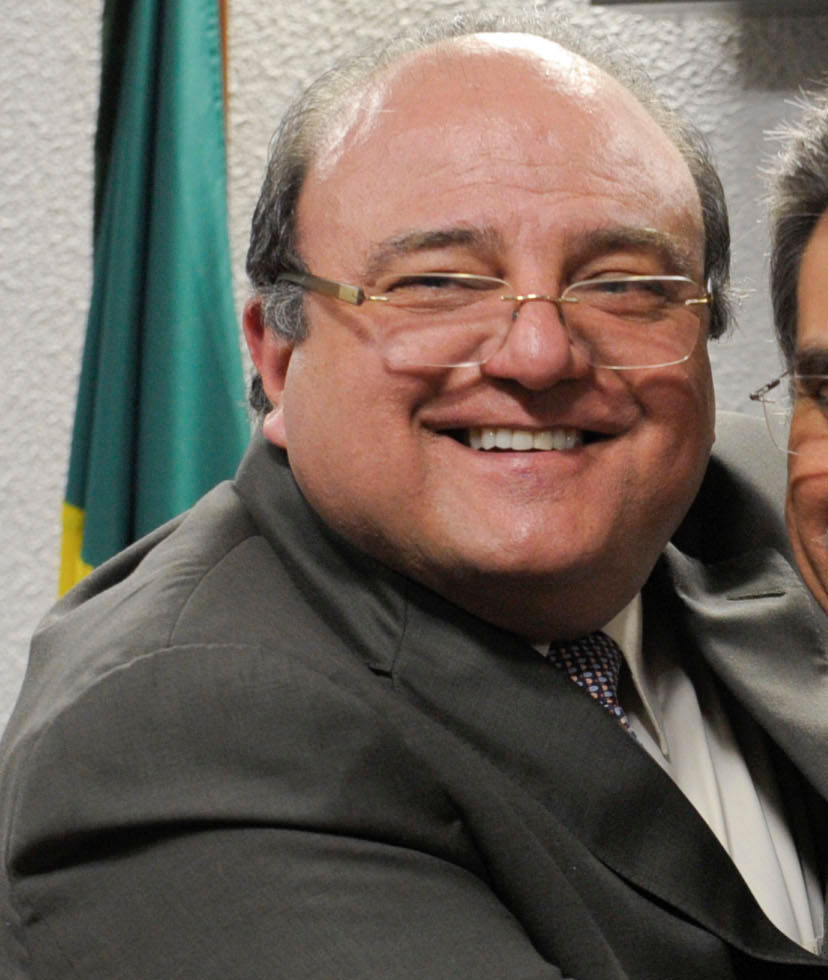
Cândido Vaccarezza, preso na 43ª fase.

Em abril de 2017, um laudo da Polícia Federal apontou que a Odebrecht deu um prejuízo de 5,6 bilhões de reais à Petrobras. Os peritos limitaram o trabalho aos contratos com valores acima de cem milhões de reais firmados entre 2003 e 2014. Entre as dez obras da empreiteira que passaram pelos cálculos dos peritos estão a Refinaria Abreu e Lima, em Pernambuco, o Complexo Petroquímico do Rio de Janeiro, e a Refinaria Presidente Getúlio Vargas, no Paraná. No mesmo mês, o ministro Edson Fachin, novo relator da Lava Jato no STF, retirou o sigilo dos 83 inquéritos contra políticos, dos depoimentos dos delatores da Odebrecht.
Em 2017, o nome do presidente Michel Temer apareceu na lista de investigados da operação. Mais tarde, em junho de 2017, Rodrigo Janot, Procurador Geral da República, denunciou Michel Temer pelo crime de corrupção passiva, tornando-se o primeiro presidente do Brasil a responder por crime durante o mandato.
Em agosto de 2017, a PF deflagrou duas fases no mesmo dia, por economia. A PF prendeu o ex-deputado federal do PT Cândido Vaccarezza na operação. No mesmo mês a PF deflagrou a 45ª fase da operação.
Em 5 de setembro de 2017, a PF por decisão da Justiça buscou o apartamento ligado a Geddel Vieira Lima e apreendeu oito malas e quatro caixas de dinheiro vivo. Durante as investigações, surgiu a suspeita de que Geddel estaria escondendo provas de atos ilícitos no apartamento no bairro da Graça, área nobre de Salvador. Diante da grande quantidade de dinheiro apreendido, a PF levou 14 horas para contá-lo. A contagem totalizou mais de 51 milhões de reais. Foi a maior apreensão de dinheiro vivo da história do país até então.

### 2018

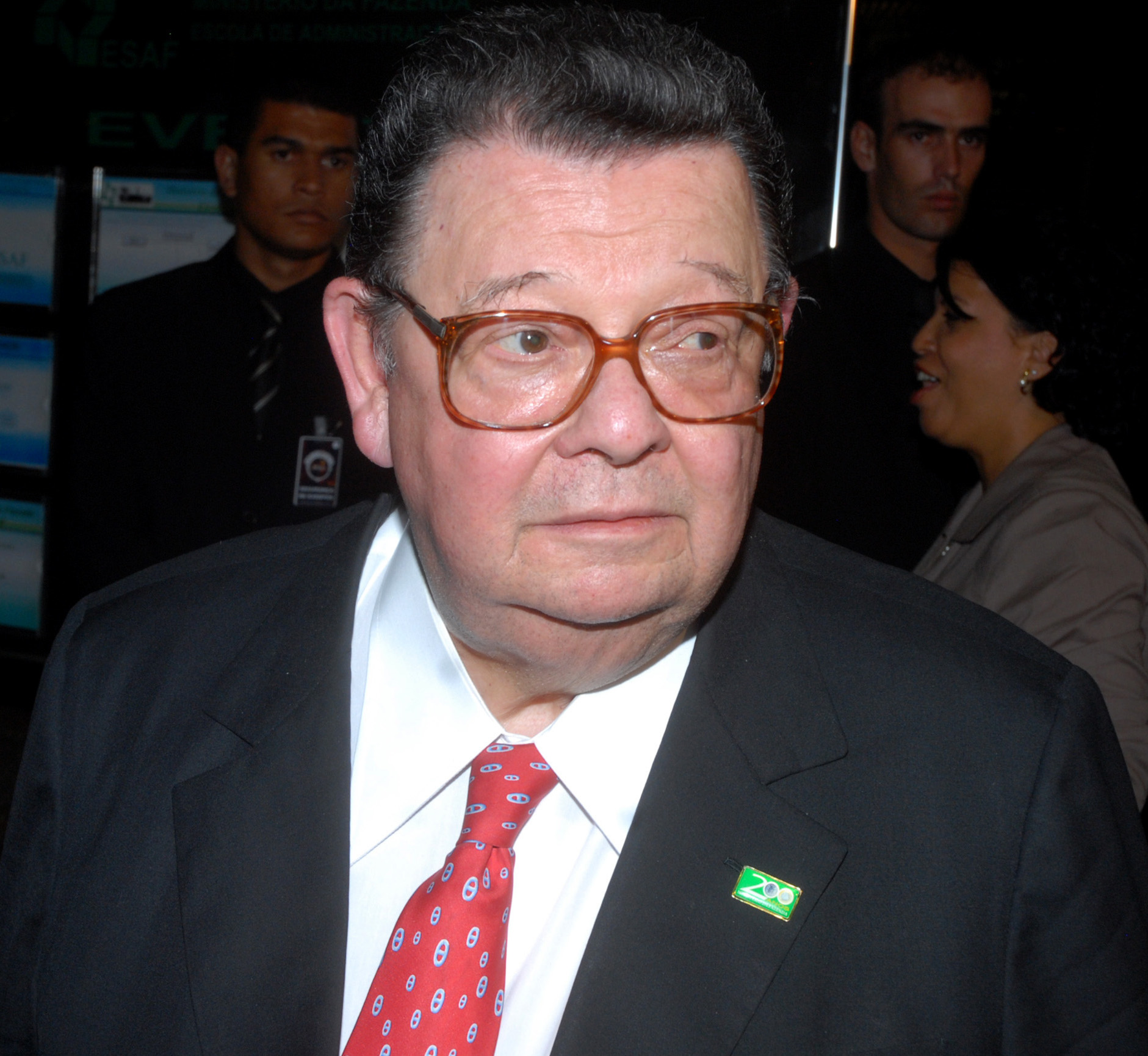
Delfim Netto, alvo na 49ª fase.

Em 2018, as investigações da operação Lava Jato alcançaram licitação e obras da Usina Hidrelétrica de Belo Monte. De acordo com as investigações houve pagamento de propinas para políticos do PMDB e PT. Um dos alvos das investigações foi o ex-ministro Antônio Delfim Netto, filiado ao PP.
Em setembro de 2018, a operação deflagrou uma fase em Portugal, com o cumprimento de cinco mandados de busca e apreensão. A operação foi uma cooperação entre países, e o Ministério Público de Portugal teve autorização judicial para o cumprimento dos mandados.
Em 19 de novembro de 2018, o juiz federal Sergio Moro pediu exoneração e, consequentemente, deixou a operação. A juíza federal substituta Gabriela Hardt assumiu temporariamente a titularidade da Vara pelo período de 19 de novembro de 2018 até 30 de abril de 2019, por designação do Tribunal Regional Federal da 4ª Região (TRF4).

### 2019
Em 21 de março de 2019, Michel Temer foi preso em cumprimento de mandado expedido pelo juiz Marcelo Bretas, da 7ª Vara Federal Criminal do Rio de Janeiro, responsável pela Operação Lava Jato no estado.

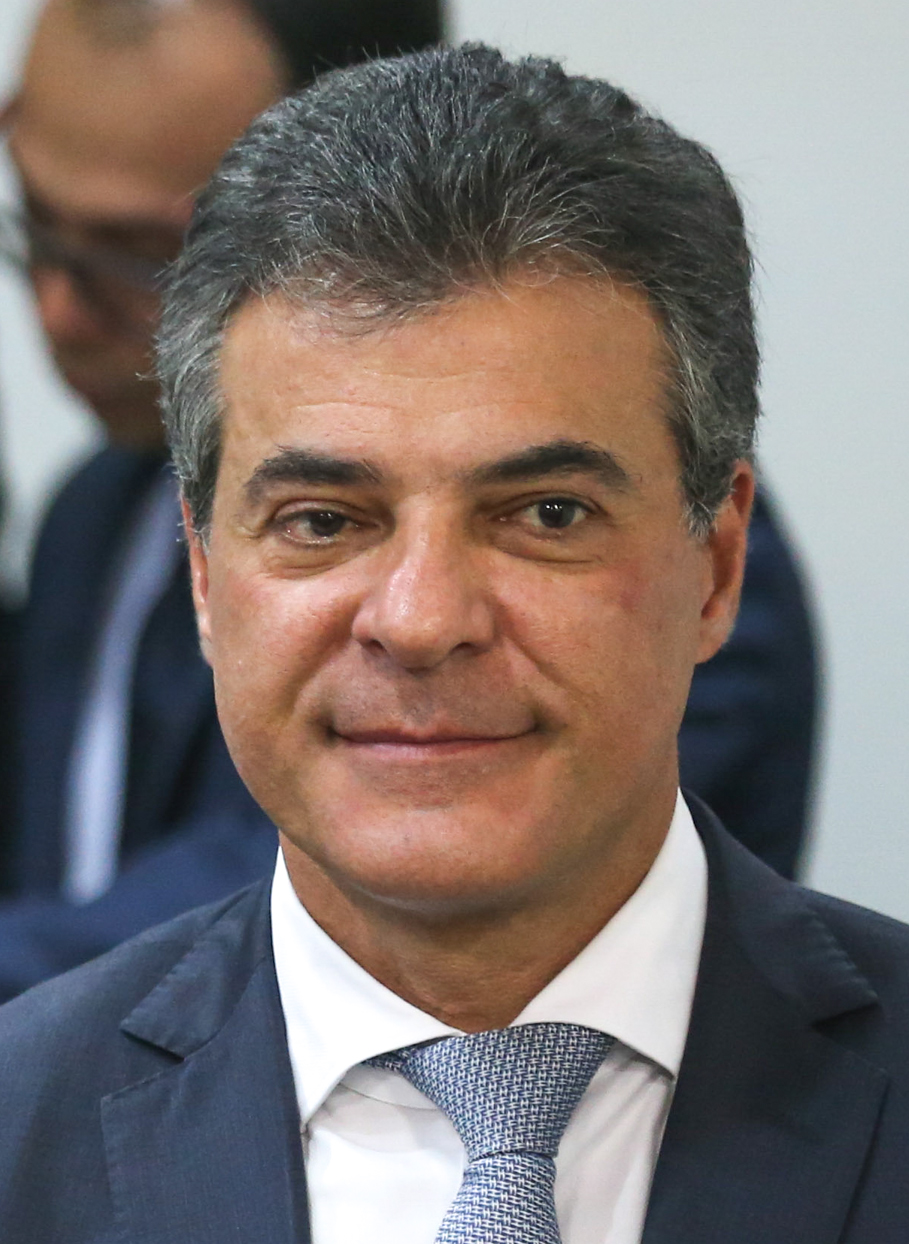
Beto Richa (PSDB), ex-governador do Paraná.

Em junho, a força-tarefa denunciou o ex-governador do Paraná, Beto Richa (PSDB), por corrupção, lavagem de dinheiro e fraude na licitação para as obras de duplicação na PR-323. A denúncia foi apresentada à 23ª Vara Federal de Curitiba. Richa já era réu por corrupção passiva, obstrução de justiça, organização criminosa e prorrogação e vantagem indevida em contrato de licitação de obras em escolas públicas, na Operação Quadro Negro; réu por corrupção passiva e organização criminosa na Operação Integração, que investiga pagamento de propina por empresas de pedágio no Paraná e réu por corrupção passiva e fraude a licitação na Operação Rádio Patrulha, que apura fraude em licitações para recuperação de estradas rurais, entre 2012 e 2014.
Ainda em junho, o Ministério Público Federal (MPF) denunciou o ex-senador Romero Jucá (MDB-RR) e Sérgio Machado, ex-presidente da Transpetro, por envolvimento em esquema de corrupção. Jucá é acusado de ter recebido pelo menos um milhão de reais, em 2010, em pagamentos ilícitos relacionados a quatro contratos e sete aditivos celebrados entre a Galvão Engenharia e a Transpetro. Segundo a denuncia do MPF, Machado falava em nome do ex-senador junto às empresas. Em nota, a defesa de Jucá, representada pelo advogado Antônio Carlos de Almeida Castro, rejeitou as acusações e cita na denúncia: "absoluta falta de cuidado técnico por parte do MP"
Em setembro, a equipe coordenada por Dallagnol pediu a ida de Lula ao regime semiaberto. Lula respondeu que não aceitará "barganhar meus direitos e minha liberdade" para garantir a progressão de sua pena, e reafirmou não reconhecer a "legitimidade" do processo que levou a sua condenação por corrupção e lavagem de dinheiro no caso do tríplex no Guarujá.
Em 10 de dezembro, com 47 mandados de busca e apreensão, a PF deflagrou outra fase da Operação Lava Jato, batizado de Mapa da Mina. Segundo o Ministério Público Federal do Paraná (MPF-PR), o objetivo é aprofundar investigações sobre repasses suspeitos de mais de 132 milhões de reais realizados pelo grupo Oi para empresas do grupo Gamecorp/Gol, que tem entre seus controladores Fábio Luís Lula da Silva, o "Lulinha", filho do ex-presidente Luiz Inácio Lula da Silva. Em 26 de dezembro, a PF indiciou o ex-presidente Lula pelos crimes de corrupção passiva e lavagem de dinheiro pelo recebimento de 4 milhões de reais da Odebrecht ao Instituto Lula, foram indiciados pelos mesmos crimes o ex-ministro da Fazenda e da Casa Civil Antonio Palocci e o presidente do instituto, Paulo Okamotto. Ao empreiteiro Marcelo Odebrecht foram atribuídos os crimes de corrupção ativa e lavagem de dinheiro.

### 2020
Em maio de 2020, a Polícia Federal deflagrou uma nova fase da Lava Jato e prendeu o ex-deputado Paulo Melo, o empresário Mário Peixoto, e outras pessoas sob suspeita de integrar uma organização criminosa que desviava recursos públicos da saúde durante a pandemia de COVID-19 no Brasil. Na casa de um dos suspeitos foi apreendido 1,5 milhão de reais em dinheiro.
O Presidente do Brasil afirmou, em julho, que acabou com a operação por já não existir corrupção no Governo para ser investigada. Moro criticou o fim da Lava Jato depois da declaração de Bolsonaro. Em agosto, os procuradores da força-tarefa no Paraná emitiram uma nota criticando a fala do presidente e deflagraram nesta a Operação Sem Limites III.

## Investigados

### Empresas

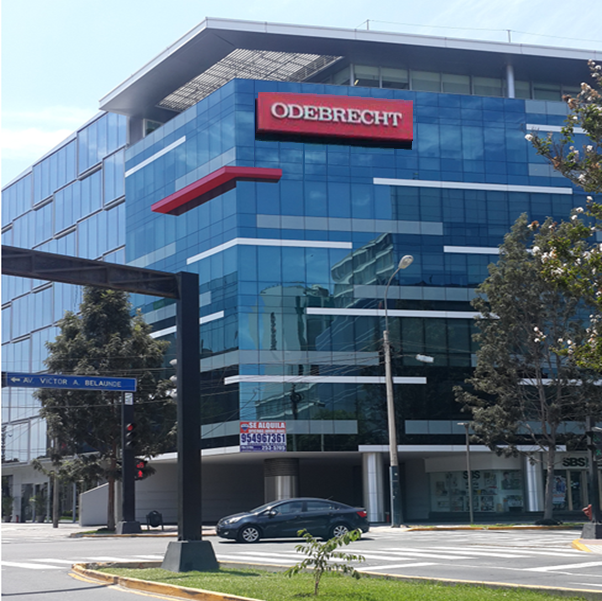
Edifício da Odebrecht em Lima, Peru.

Desde o início das investigações foram identificadas várias empresas envolvidas. A Petrobras foi uma das primeiras a ser investigada, sendo o alvo principal da operação em suas primeiras fases. Entretanto, ao longo das investigações, foi descoberto o envolvimento de outras empresas, em especial construtoras, como a Andrade Gutierrez, Odebrecht, Camargo Corrêa, OAS, UTC, Engevix, Mendes Júnior e Queiroz Galvão. Um dos envolvidos de maior notoriedade é o grupo Odebrecht (atual Novonor), que ao final de 2016, assinou um acordo de leniência com os Estados Unidos, Brasil e Suíça, e obteve-se a colaboração premiada de setenta e oito funcionários e ex-funcionários do grupo.
Segundo as investigações do Ministério Público Federal e declarações de Pedro Barusco, o esquema de cartel das empreiteiras em obras da Petrobras existia havia ao menos 15 anos.

### Campanhas eleitorais
Em 190 termos de depoimentos, Paulo Roberto Costa e Youssef citaram Dilma Rousseff onze vezes. Nas declarações consta que a campanha presidencial de Rousseff em 2010 recebeu 2 milhões de reais do esquema de propina da Petrobras. Nas eleições presidenciais de 2014, as empreiteiras investigadas pela operação Lava Jato doaram, juntas, quase 98 milhões de reais aos dois candidatos à Presidência que disputaram o segundo turno, Aécio Neves e Dilma Rousseff.
As delações da Odebrecht mencionam propina nas campanhas para presidência de Dilma Rousseff e nas campanhas estaduais de Sérgio Cabral, Geraldo Alckmin e Luiz Fernando Pezão.

## Desdobramentos
Uma série de desdobramentos da Operação Lava Jato ocorrem desde a sua deflagração em 2014. São novas investigações que surgiram como consequência da Lava Jato, e passaram a ser conduzidas pelo Ministério Público Federal (MPF), Procuradoria-Geral da República (PGR) e Polícia Federal (PF) a partir dos documentos coletados nos mandados de buscas, nos depoimentos de conduções coercitivas e documentos e depoimentos obtidos nas delações premiadas durante as fases da Operação Lava Jato.

### No Brasil
No Brasil, os desdobramentos tiveram como alvos o ex-presidente da República e atual senador Fernando Collor, pela Operação Politeia, o presidente da Câmara dos Deputados, Eduardo Cunha, alvo da Operação Catilinárias, o ex-ministro do governo Lula, Paulo Bernardo, preso na Operação Custo Brasil, o vice-almirante Othon Luiz Pinheiro da Silva, preso na Operação Pripyat, além de outros políticos, doleiros, operadores, empresários e empreiteiras, como a Odebrecht, alvos de outros desdobramentos.

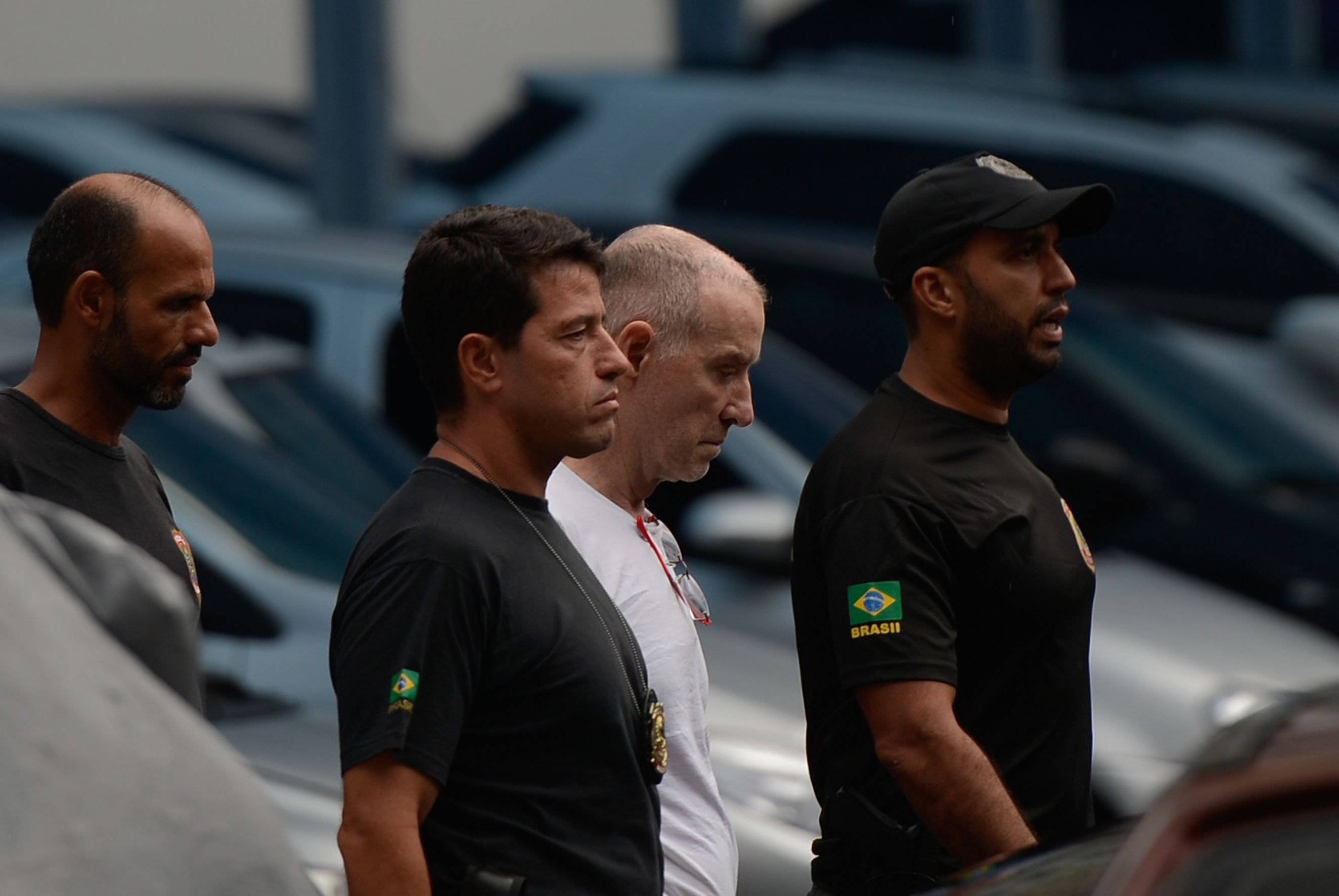
Polícia leva Eike Batista, de cabeça raspada, a Bangu.

Em janeiro de 2017, o empresário Eike Batista foi alvo da Polícia Federal (PF), acusado de subornar o ex-governador do Rio de Janeiro, Sérgio Cabral. No mês seguinte, a PF deflagrou a Operação Mascate, um desdobramento da Operação Calicute. Ainda em fevereiro, um novo desdobramento teve como alvo o filho do senador Edison Lobão (PMDB), Márcio Lobão, e Luiz Otavio Campos, ex-senador.
Em março de 2017, a PF deflagrou a Operação Tolypeutes contra um esquema de propina e lavagem de dinheiro em contratos de obras civis no Rio de Janeiro, na construção da Linha 4 do Metrô. No mesmo mês, em novo desdobramento, o Superior Tribunal de Justiça expediu mandados de prisão temporária contra cinco conselheiros do Tribunal de Contas do Estado do Rio de Janeiro, além de um mandado de condução coercitiva contra o presidente da Assembleia Legislativa do Estado do Rio de Janeiro, Jorge Picciani. No mês seguinte, a Polícia Federal, em conjunto com o Ministério Público Federal e a Receita Federal deflagrou uma operação, desdobramento da Calicute, batizada de Fatura Exposta, que prendeu o ex-secretário de saúde da gestão Cabral, Sérgio Côrtes.
Em primeiro de junho de 2017, a PF deflagrou a Operação Ratatouille, no estado do Rio de Janeiro. Segundo as investigações, o empresário Marco de Luca pagou 12,5 milhões de reais em propinas para a organização criminosa de Sérgio Cabral, para ganhar contratos de alimentação para escolas, hospitais e presídios. O empresário Marco Antônio será processado por corrupção ativa, lavagem de dinheiro e organização criminosa. Cinco dias depois, novo desdobramento da operação prendeu o ex-ministro Henrique Eduardo Alves. Na mesma operação a justiça autorizou novo mandado de prisão preventiva contra Eduardo Cunha, que já se encontrava preso na Lava Jato.
Em setembro de 2017, a PF deflagrou a Operação Tesouro Perdido. Na operação foram apreendidos mais de 51 milhões de reais em malas e caixas, sendo considerada a maior apreensão em dinheiro da história.

### No exterior

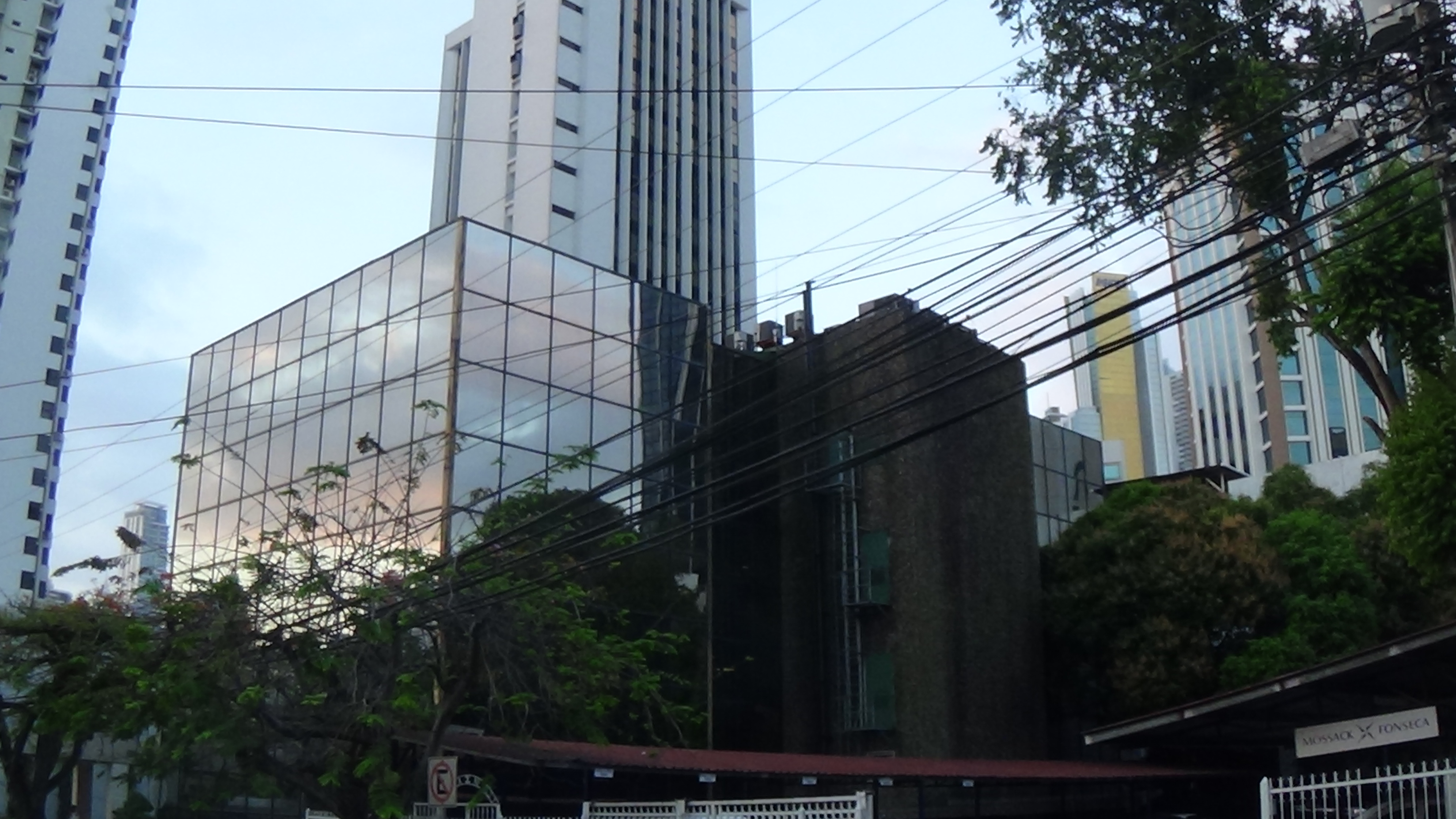
Sede do escritório de advocacia Mossack Fonseca, alvo da operação.

Os desdobramentos da Operação Lava Jato fora do Brasil tiveram início após o grupo Odebrecht (atual Novonor) e a Braskem terem admitido em acordo de leniência ao Departamento de Justiça dos Estados Unidos (DOJ) os pagamentos de propinas no exterior em mais de um bilhão de dólares. Durante as investigações da Operação Lava Jato, delatores relataram crimes em diversos outros países na Europa, África e América.
Em fevereiro de 2017, a Justiça peruana expediu ordem de prisão preventiva do ex-presidente do país Alejandro Toledo, sob acusação de ter recebido cerca de 20 milhões de dólares para facilitar a aprovação da construção da rodovia Transoceânica, que liga o norte do Brasil à costa peruana, enquanto estava no governo, nos anos de 2001 a 2006. No mesmo mês, Ramón Fonseca Mora e Jürgen Mossack, sócios do escritório Mossack Fonseca, foram presos preventivamente no Panamá.

## Procedimentos jurídicos instaurados

### Denúncias do Ministério Público Federal
As Denúncias do Ministério Público Federal na Operação Lava Jato iniciaram-se em abril de 2014, quando a Polícia Federal do Brasil deflagrou a operação.
Em 21 de abril o Ministério Público Federal (MPF) denunciou o ex-diretor da Petrobras Paulo Roberto Costa e outras quatro pessoas por embaraçarem a investigação de crimes praticados e por organização criminosa.
Em 11 de dezembro, o MPF ofereceu denúncia contra 36 investigados na sétima fase da Operação Lava Jato, deflagrada pela Polícia Federal para investigar lavagem de dinheiro e evasão de divisas e que resultou na descoberta de um esquema de desvio de dinheiro e superfaturamento de obras da Petrobras.
Em 15 de dezembro de 2014, o MPF apresentou à Justiça Federal em Curitiba, no Paraná, denúncias contra quatro suspeitos de participação no esquema de corrupção investigado pela Lava Jato.
| Nome                           | Cargo                           | Empresa/Partido | Acusação                                                             |
| ------------------------------ | ------------------------------- | --------------- | -------------------------------------------------------------------- |
| Alberto Youssef                | Doleiro                         | —               | corrupção contra o sistema financeiro nacional e lavagem de dinheiro |
| Fernando 'Baiano' Soares       | Lobista                         | —               | corrupção contra o sistema financeiro nacional e lavagem de dinheiro |
| Julio Gerin de Almeida Camargo | Executivo                       | Toyo Setal      | corrupção contra o sistema financeiro nacional e lavagem de dinheiro |
| Nestor Cerveró                 | Executivo da área Internacional | Petrobras       | corrupção contra o sistema financeiro nacional e lavagem de dinheiro |

### Ações na Justiça Federal
As ações penais não tramitam em segredo de justiça e, por força do Inciso LX do artigo 5º e do Inciso IX do artigo 93 da Constituição Federal de 1 988, são públicas. Realizam-se os interrogatórios em audiência pública, acessível a qualquer pessoa. Além disso, as declarações foram imediatamente inseridas no processo eletrônico, cujos atos estão disponíveis na Internet, pelo E-Proc v2, sistema da Justiça Federal do Tribunal Regional da 4ª Região. Os números dos processos estão acessíveis ao público.

### Ações no Supremo Tribunal Federal
O relator das ações da Lava Jato no Supremo Tribunal Federal (STF) foi o ministro Teori Zavascki desde o início da operação, em 2014. Zavascki ficou à frente do caso por três anos, até sua morte em um acidente aéreo. Zavascki conduzia os processos com rigor e discrição, auxiliado por um juiz instrutor, Márcio Schiefler Fontes, considerado "braço direito" de Zavascki. Com a morte de Zavascki e o afastamento de Schiefler dos processos, em 2 de fevereiro de 2017 o ministro Edson Fachin foi sorteado novo relator da operação na Corte. Professor da Universidade Federal do Paraná, seus pares consideram-no incorruptível. No mesmo dia o gabinete do ministro Edson Fachin divulgou nota informando que já começara a transição com o gabinete de Teori Zavascki. Segundo a nota, Fachin "reconhece a importância dos novos encargos e reitera seu compromisso de cumprir seu dever com prudência, celeridade, responsabilidade e transparência".
Em 6 de março de 2015 o ministro Teori Zavascki, do STF, determinou a abertura de 28 inquéritos para investigar 47 políticos suspeitos de envolvimento na Petrobras, inclusive senadores e deputados, supostamente envolvidos com o recebimento de propina da estatal.
| |  |                                                            |
| Teori Zavascki, relator da Operação Lava Jato no STF de 2015 a 2017, quando morreu em um acidente aéreo. |  | Edson Fachin substituiu Zavascki na relatoria da operação. |

Em setembro de 2015, Zavascki determinou o envio do processo referente à Operação Radioatividade à Justiça Federal do Rio de Janeiro por entender que não havia relação entre os crimes cometidos na Eletronuclear e na Petrobras, desmembramento que motivou a criação da força-tarefa no Rio de Janeiro. As investigações na Operação Radioatividade geraram a Operação Pripyat e a Operação Irmandade. Em maio de 2016, Teori Zavascki via liminar determinou o afastamento de Eduardo Cunha da Câmara dos Deputados.
Em março de 2017, o Procurador-Geral da República, Rodrigo Janot, enviou ao STF 83 pedidos de inquéritos contra políticos diversos, com base nos depoimentos dos delatores da Odedrecht. Em maio de 2017, o relator Edson Fachin retirou o sigilo das delações da JBS. No mesmo dia, Fachin homologou a delação.
Em maio de 2017, a pedido do STF, a Polícia Federal deflagrou a Operação Patmos, prendendo a irmã de Aécio Neves, Andrea Neves, o primo de Aécio, Frederico Pacheco de Medeiros, o procurador da República Ângelo Goulart Villela, e o advogado Willer Tomaz. O Supremo Tribunal Federal também expediu mandados de prisão contra Eduardo Cunha e Lúcio Funaro, que já estavam presos por outras fases da operação.
O STF instaurou 193 inquéritos, com 413 investigados e 79 milhões de reais repatriados.
Em maio de 2018, o STF iniciou seu primeiro julgamento de político com mandato — o deputado federal Nelson Meurer — pelos crimes de corrupção passiva e lavagem de dinheiro, em razão do foro especial por prerrogativa de função. O ministro Edson Fachin votou pela condenação. O ministro Celso de Mello seguiu o voto de relator e votou pela condenação. Para o decano, há "farta existência de fontes autônomas de prova que corroboram de forma extremamente persuasiva". O julgamento foi suspenso em 22 de maio após o voto dos dois ministros, a ser retomado em 29 de maio. Em 29 de maio, a segunda turma do STF condenou por unanimidade Meurer a 13 anos e 9 meses de prisão em regime fechado, além de multa de cerca de 45 mil reais, que ainda será corrigida pela inflação.
Em setembro de 2023 Dias Toffoli, que fora advogado do Partido dos Trabalhadores e indicado por Lula ao STF, então ministro da suprema corte, emitiu uma decisão na qual ele anulou todas as provas usadas pela Lava Jato, obtidas por meio do acordo de leniência, e fez críticas contundentes à conduta dos investigadores e aos métodos empregados durante a operação. Ele alegou que a força-tarefa da Lava Jato teria fabricado evidências, resultando na prisão injusta de indivíduos inocentes e causando prejuízos a empresas e tecnologias nacionais. Além disso, Toffoli denunciou o uso de métodos ilegais e não convencionais pelos investigadores, destacando que essas práticas tiveram consequências físicas e mentais devastadoras para algumas pessoas envolvidas. A prisão do ex-presidente Luiz Inácio Lula da Silva foi mencionada como um ponto crítico na história da Lava Jato, considerada por Toffoli como o ponto de partida para ataques à democracia e às instituições do país.

### Acordos de delação

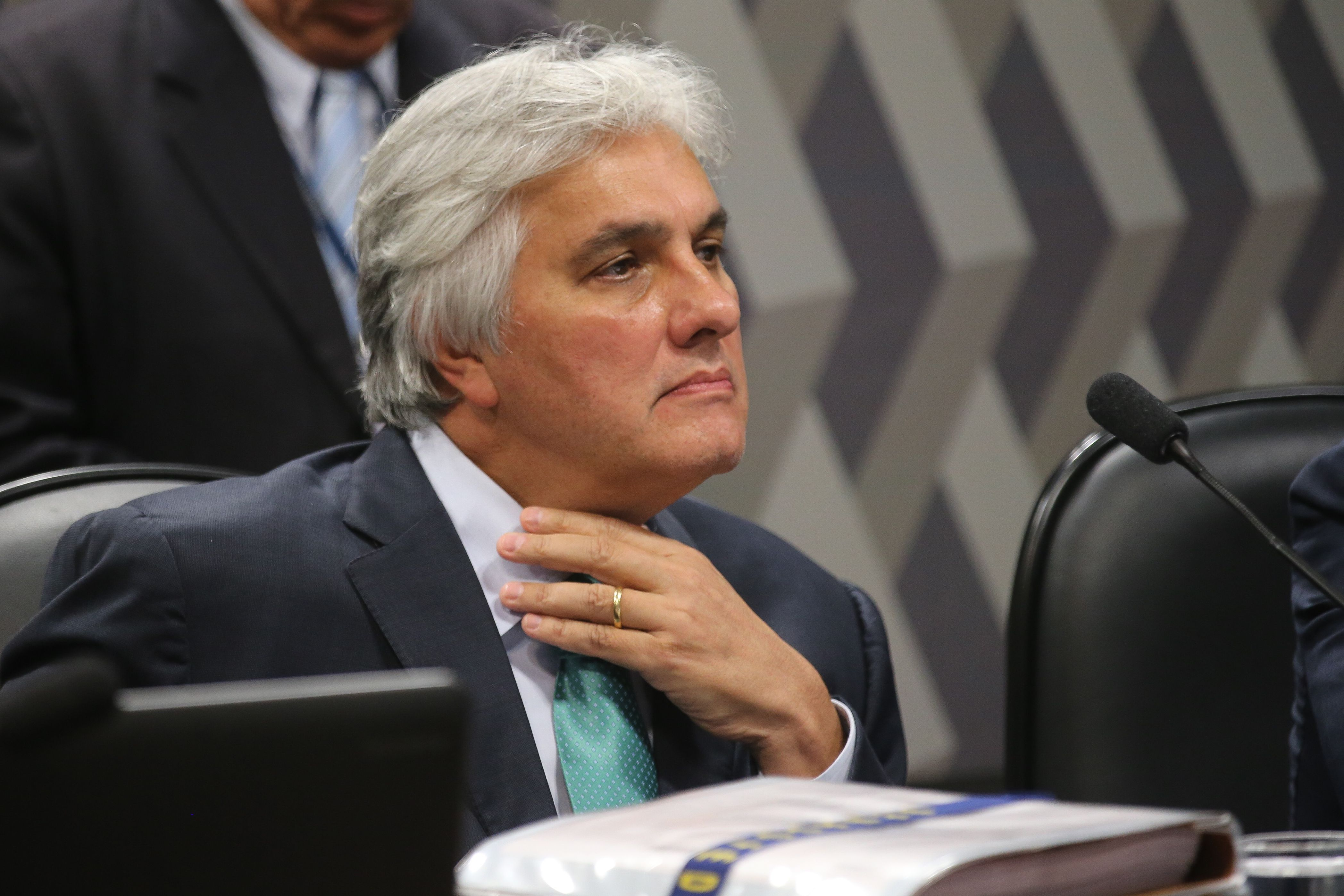
O ex-senador Delcídio do Amaral teve a delação homologada pelo Supremo Tribunal Federal em março de 2016.

Os acordos de delação premiada na Operação Lava Jato surgiram em 2014 com o ex-diretor da Petrobras Paulo Roberto Costa, seguido do doleiro Alberto Youssef. O ex-operador da doleira Nelma Kodama, Luccas Pace Júnior, teve a primeira delação homologada na operação, por não envolver pessoas com foro privilegiado. Em seguida foram homologadas as delações de Paulo Roberto Costa e posteriormente Youssef. Os acusados que assinaram o acordo de delação, colaboraram com os investigadores do Ministério Público Federal (MPF), Polícia Federal (PF) e Procuradoria-Geral da República (PGR), e posteriormente quando comprovados, tiveram as delações homologadas pela Justiça Federal do Paraná ou pelo Supremo Tribunal Federal (STF), a depender da condição do acusado.
Em 2015, a Lava Jato ainda contou com outros delatores, como os operadores Fernando Soares e Milton Pascowitch, o lobista Julio Faerman, a doleira Nelma Kodama, o executivo da UTC, Ricardo Pessoa, o ex-diretor da Petrobras, Nestor Cerveró, o ex-funcionário da doleira, o operador Shinko Nakandakari, o presidente da Camargo Corrêa, Dalton Avancini, o vice-presidente da Camargo Corrêa, Eduardo Hermelino Leite, entre outros.
No ano de 2016, Delcídio do Amaral, Maria Lúcia Tavares (ex-secretária da Odebrecht), João Santana e Zwi Skornicki, além de onze executivos da Andrade Gutierrez assinaram acordo de delação premiada, posteriormente homologados pela Justiça. Em 2017, setenta e oito executivos da Odebrecht (atual Novonor) fizeram acordo de delação em conjunto. Dentre os executivos que delataram estavam os ex-presidentes Marcelo Odebrecht e Emilio Odebrecht, ouvidos diretamente pelo braço direito de Teori Zavascki, Márcio Schiefler Fontes.
Em 2018, o ex-ministro do Governo Lula e do Governo Dilma Antonio Palocci fechou acordo de delação com a Polícia Federal. Entre contradições envolvendo os acordos de delação, foi divulgado em agosto de 2020 que, os únicos elementos que corroboram na delação produzida pelo ex-ministro Antonio Palocci são notícias não confirmadas de jornais. Chegou-se a essa conclusão a partir de um inquérito da Polícia Federal gerado através dos 23 anexos da delação feita por Palocci, que trata-se de acusações em torno do Fundo Bintang.
Segundo um levantamento feito pelo jornal O Globo, conseguiu-se recuperar por meio de acordos de delação a devolução de 1,837 bilhão de reais aos cofres públicos desde o início da investigação em 2014.

### Recuperação e repatriação de recursos

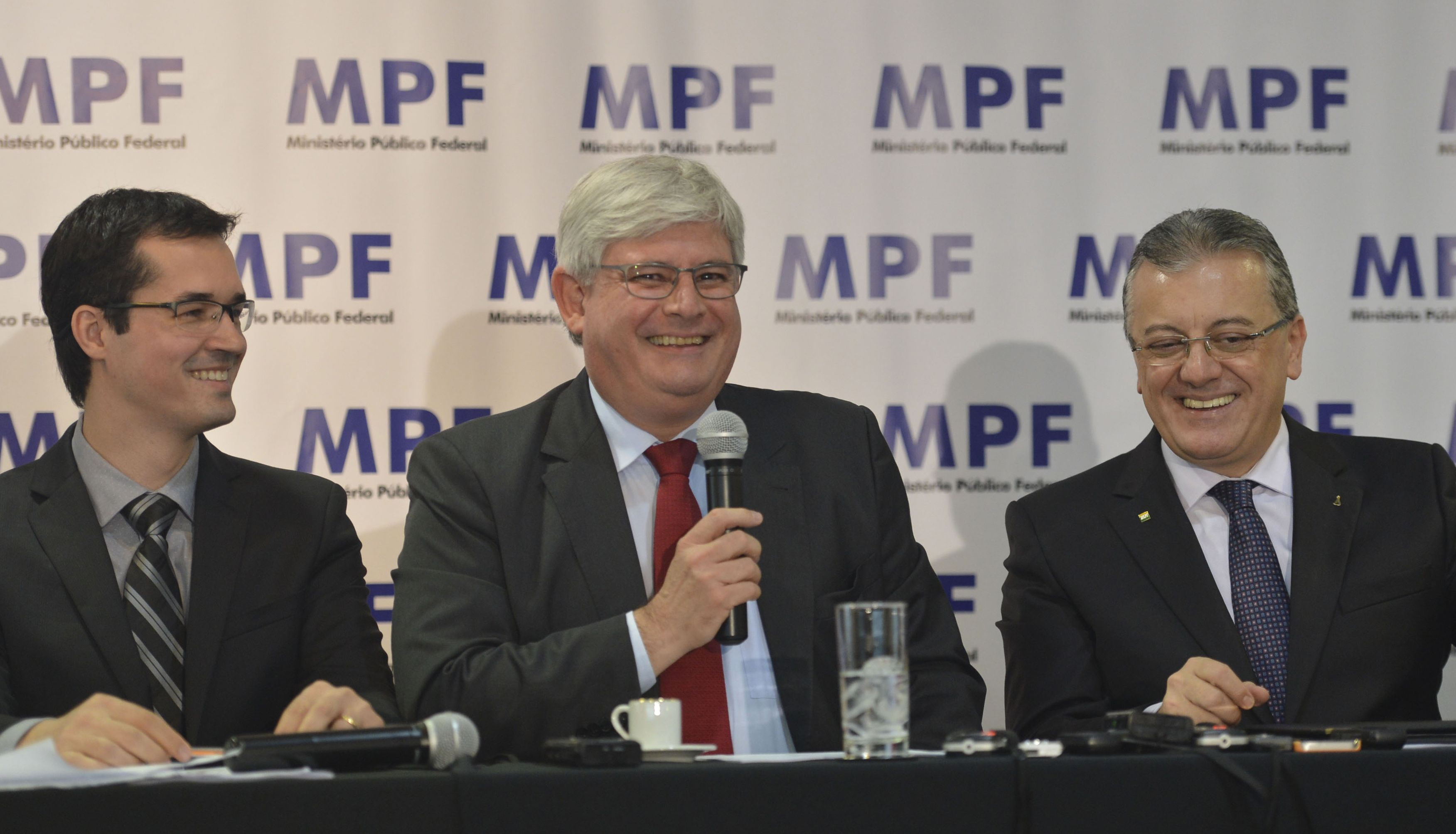
Deltan Dallagnol, coordenador da Operação, o procurador-geral da República (PGR), Rodrigo Janot, e o presidente da Petrobras Aldemir Bendine, em 11 de maio de 2015, na cerimônia de devolução simbólica de 157 milhões de reais à Petrobrás, recuperados pela Lava Jato. Foto: José Cruz/ABr.

Até 2015, devolveram-se à Petrobrás 296 milhões de reais, em duas partes, num total de 2,4 bilhões. Em 16 de março de 2016, em viagem à Europa para nova repatriação de recursos, o PGR Rodrigo Janot disse que a operação Lava Jato já recuperara mais de 4 bilhões de reais. Em abril de 2016 o Departamento de Recuperação de Ativos de Cooperação Jurídica (DRCJ), órgão do Ministério da Justiça, divulgou que a Lava Jato registrara em 2015 um recorde de repatriações de recursos desviados do país, com 124,9 milhões de dólares repatriados. Para Ricardo Saadi, diretor do DRCJ, só foram possíveis as recuperações devido às delações premiadas.
Até fevereiro de 2017, os acordos na esfera administrativa e criminal com as empreiteiras no âmbito da Lava Jato determinaram a recuperação de 11,5 bilhões de reais. O dinheiro vem de acordos contra formação de cartel, firmados com o Conselho Administrativo de Defesa Econômica, e de acordos judiciais contra práticas de corrupção e lavagem de dinheiro, fechados com o Ministério Público Federal. Em 3 de abril, o jornal O Estado de S. Paulo mostrou que as ações cíveis propostas pela Procuradoria da República no Paraná e pela Advocacia-Geral da União (AGU) cobram de empreiteiras, pessoas físicas e até de um partido político indenizações que somam valores de quase 70 bilhões de reais. O valor inclui o ressarcimento de 19,6 bilhões em prejuízos causados à Petrobras (pelo esquema de corrupção) e o restante a multas por danos morais e cíveis. No dia 5 de abril, o Ministério Público da Suíça informou que bloqueou um bilhão de francos suíços, que correspondem a mais de 3 bilhões de reais, de investigados da Operação Lava Jato em virtude de lavagem de dinheiro e corrupção. Em 19 de abril, definiu-se que a Odebrecht terá de pagar 2,6 bilhões de dólares em multas ao Brasil, Suíça e Estados Unidos pela corrupção em vários países da América Latina ao longo de 15 anos, em acordo de devolução firmado com a justiça estadunidense. Entre 26 de junho e 6 de julho de 2017, Braskem, Andrade Gutierrez e Marcelo Odebrecht restituíram, juntos, 903,9 milhões de reais aos cofres públicos, em cumprimento às obrigações assumidas nos acordos feitos com o Ministério Público Federal. Em 22 de dezembro, a força-tarefa anunciou um acordo de leniência de 1,4 bilhão de reais que o estaleiro Keppel Fels devolverá, dos quais aproximadamente metade aos cofres públicos brasileiro.
Em maio de 2018, a Justiça autorizou o uso de mais de 17 milhões de reais recuperados pela Lava Jato para reforma de escolas no Rio de Janeiro. Em fevereiro, o Ministério Público Federal do Rio de Janeiro, o Fundo Nacional de Desenvolvimento da Educação (FNDE), o Ministério da Educação (MEC), a Secretaria de Estado de Educação do Rio de Janeiro (Seeduc) e a Procuradoria Geral do Estado do Rio de Janeiro (PGE) haviam assinado um termo de cooperação técnica que estabeleceu os critérios de aplicação dos recursos. Pelo acordo, os recursos devem ser utilizados exclusivamente na execução de obras e melhoria de infraestrutura das escolas públicas estaduais. Em junho, três ex-funcionários da Delta Construções, réus da operação no Rio de Janeiro, devolveram 3,75 milhões de reais em troca de redução de pena. O dinheiro veio de um esquema de lavagem de dinheiro de obras públicas, como a reforma do Estádio do Maracanã. Em agosto, a Petrobrás recebeu mais de um bilhão de reais por meio de acordos de colaboração e leniência celebrados no âmbito da Operação Lava Jato. Em outubro, um leilão de bens arrecadou mais de onze milhões de reais, sendo eles dois imóveis, um jatinho e um carro apreendidos durante a Operação Lava Jato no Rio de Janeiro.
Em julho de 2020, a Justiça Federal determinou a transferência de 75,4 milhões milhões de reais, obtidos em acordos de colaboração premiada, repatriação de valores e renúncias voluntárias no âmbito da operação, de volta aos cofres de instituições lesadas por esquemas de corrupção. O dinheiro, que estava depositado em uma em conta judicial, foi distribuído entre a Petrobras, a Caixa Econômica Federal e a Petros.
Em setembro de 2023 um relatório do Conselho Nacional de Justiça (CNJ) revelou uma "gestão caótica" dos valores provenientes de acordos de colaboração e leniência controlados pela Operação Lava Jato. O relatório apontou indícios de um possível conluio entre magistrados brasileiros envolvidos nas investigações e autoridades estrangeiras. O caso da Petrobras foi citado, onde a força-tarefa da Lava Jato criou um fundo milionário a partir de um acordo com o governo dos Estados Unidos. Parte desses valores deveria ser aplicada no Brasil, mas o CNJ encontrou irregularidades na forma como esses recursos foram administrados. A gestão questionável desses valores levanta questões sobre a conduta de magistrados, incluindo o ex-juiz e agora senador Sérgio Moro.

## Consequências

### Crise econômica
Algumas consultorias calcularam que a retração na economia do país causada pela Operação Lava Jato seria em torno de 1% a 1,5% do PIB por ano. Os efeitos diretos e indiretos da Operação Lava Jato na economia do país podem ter causado, segundo projeção da consultoria Go Associados para 2015, uma retração de mais 140 bilhões de reais na economia do país. Segundo o jornalista João Borges, do G1, isso se deve à Petrobras ter de rever todos seus investimentos em empresas investigadas ligadas ao mercado de óleo e gás; obras pararam ou atrasaram, empresas perderam crédito e, consequentemente, o desemprego cresceu. Segundo o jornalista, embora a operação tenha efeitos, não poderia ser diferente, e o efeito da recessão pode ser diluído no tempo, se os efeitos saneadores da Lava Jato na administração do dinheiro público forem permanentes. Bruno Lavieri, da 4E Consultoria, afirmou que os efeitos na economia são da corrupção, e não da operação. "Não seria a Lava Jato a responsável pela destruição de empregos, a estagnação etc., mas todo o esquema de corrupção que motivou a investigação […] culpar a Lava Jato nos parece algo como culpar o médico por ter descoberto a doença do paciente". Segundo a Agência Brasil, mais de 50 mil empresas e 500 mil empregos foram afetados por causa da Lava Jato. Um estudo de 2021 elaborado pela DIEESE (Departamento Intersindical de Estatística e Estudos Socioeconômicos) encomendado pela CUT identificou que a operação fez o Brasil perder 172,2 bilhões de reais em investimentos e encerrou 4,4 milhões de empregos no país, além de ter reduzido a massa salarial do país em R$ 85,8 bilhões.

### Percepção popular
Em 24 de novembro de 2016 a jornalista Míriam Leitão, em sua coluna n’O Globo, enfatizou o momento atual do combate à corrupção no Brasil. Também criticou a tentativa de aprovar a anistia para o caixa dois no Congresso, quando justamente as investigações da operação revelavam possíveis prestações inverídicas de contas eleitorais. "O quadro é muito claro. O tema da atualidade no país é o combate à corrupção em suas várias vertentes, com os políticos tentando escapar das investigações e punições. Falta a muitos deles entender exatamente qual o momento histórico que o Brasil está vivendo. O Brasil trava uma luta dolorosa, difícil e muito corajosa contra a corrupção. Esse é o momento atual do país. Certas propostas dos parlamentares, no entanto, parecem surpreendentes para o cidadão, que está participando de todo esse esforço", afirmou a jornalista.

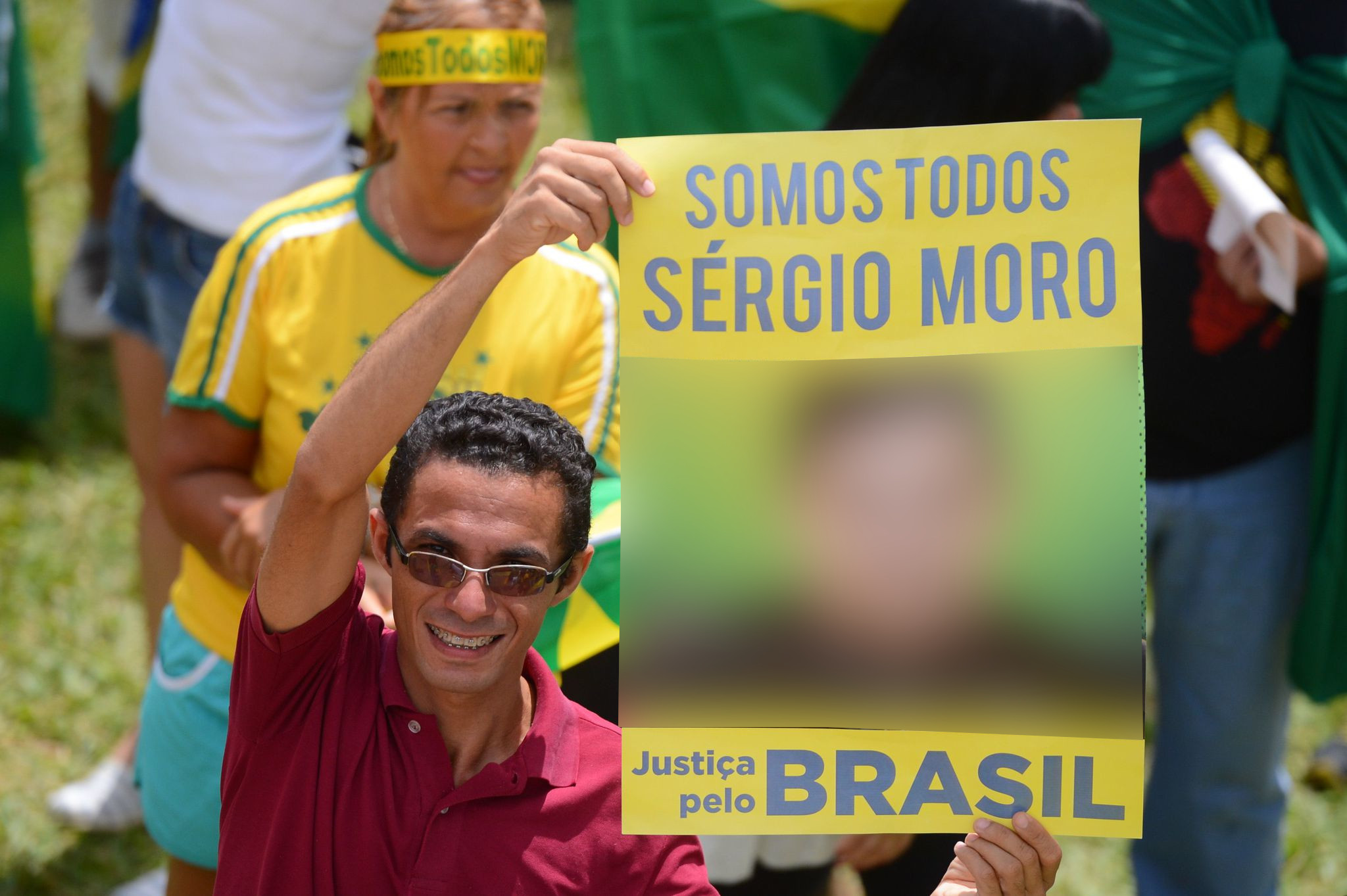
Manifestante em defesa da Lava Jato com cartaz de apoio a Sergio Moro.

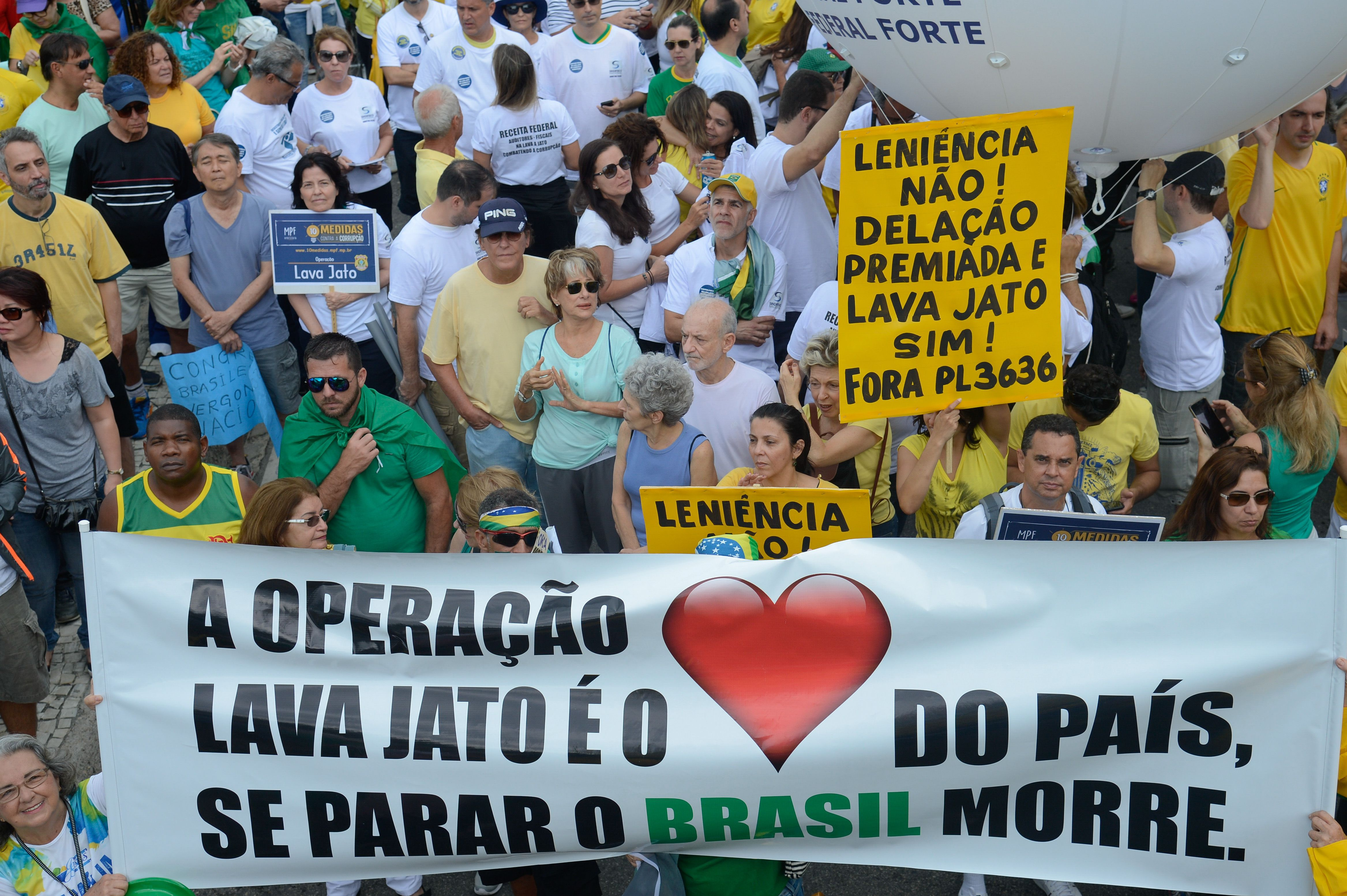
Manifestação em favor da Operação Lava Jato, na praia de Copacabana, Rio de Janeiro, na manhã de 4 de dezembro de 2016.

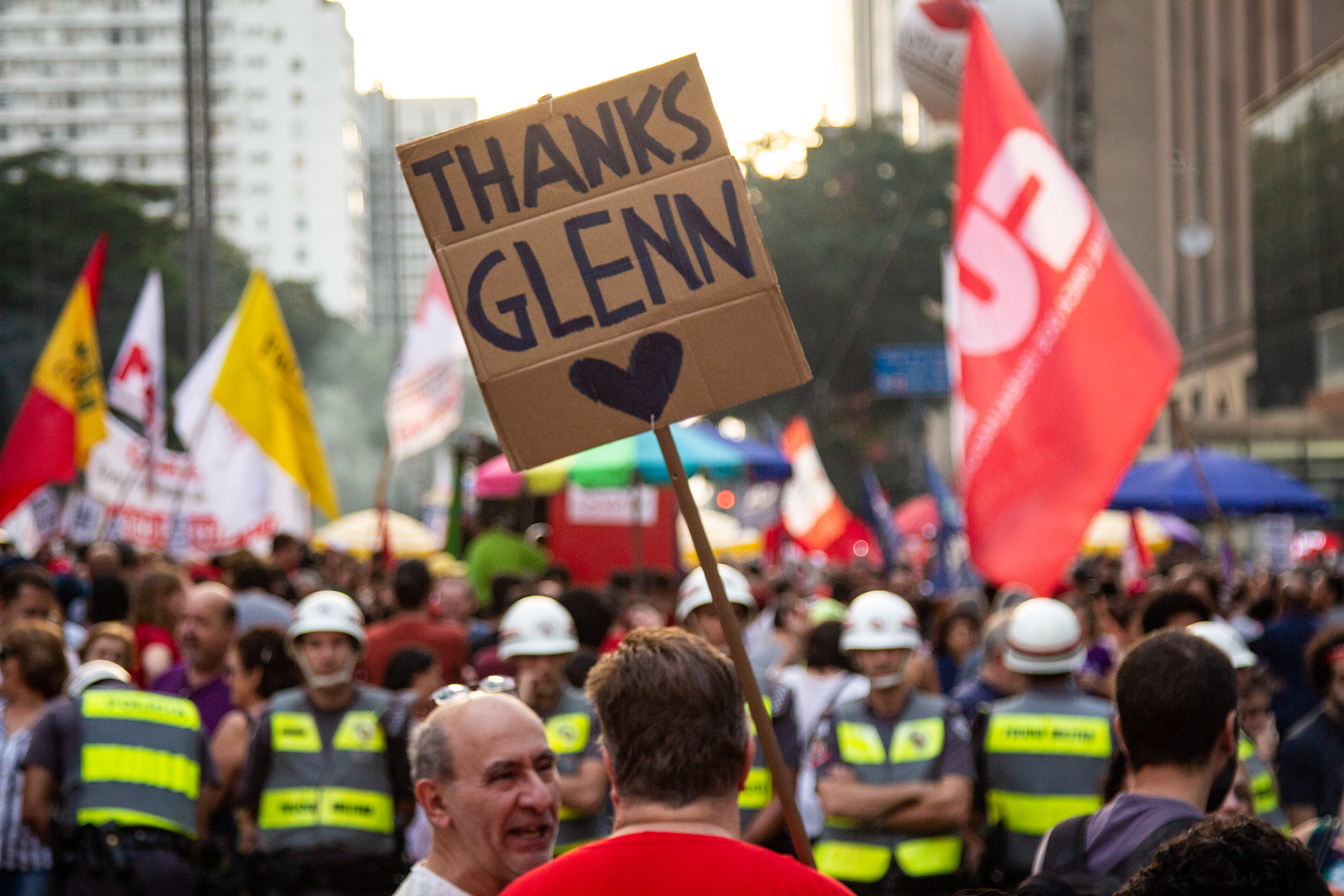
Placa demonstrando apoio ao jornalista Glenn Greenwald durante a greve geral no Brasil em 2019, que ocorreu no dia 14 de junho.

Em agosto de 2016, o juiz sênior federal estadunidense e pesquisador do judiciário brasileiro Peter Messitte afirmou que a Operação Lava Jato é um exemplo mundial de combate à corrupção. Ao lado do Escândalo do Mensalão, "…representam avanços significativos na luta contra a corrupção política. […] É um caminho irreversível. O público está disposto a sair às ruas. Não é mais provável que as coisas acabem em pizza hoje ou no futuro. É uma mudança drástica", nas palavras do juiz em entrevista ao Último Segundo. Na matéria, ainda lembrou que esse é um momento de inflexão para a convivência com a impunidade e a tradição dos escândalos "acabarem em pizza".
Em junho de 2017 Modesto Carvalhosa, uma das principais autoridades do país em combate à corrupção, disse que a Lava Jato é um exemplo mundial "de eficácia, produtividade, capacidade, profundidade e rapidez no julgamento de casos de corrupção", e que "o Brasil hoje é outro por causa da Operação Lava Jato", além de denunciar a existência de um movimento para desmantelar a operação e proteger os acusados, que usa do recurso de colocar o público contra a operação para atingir seus objetivos. Deram declarações públicas de apoio os líderes da Rede Sustentabilidade, do Dem, do PSDB, do SD e do PPS. Também têm participado de demonstrações públicas de apoio, e têm publicado matérias em imprensa e veículos institucionais protestando contra as tentativas de enfraquecimento da operação, grupos independentes e associações de policiais, peritos e magistrados, como a Associação Nacional dos Delegados de Polícia Federal, a Associação dos Juízes Federais do Rio de Janeiro e Espírito Santo e a Associação Nacional dos Peritos Criminais Federais.
Em 1º de fevereiro de 2016, um levantamento do Instituto Ipsos apontou que 8 em cada 10 brasileiros são favoráveis a continuidade da Operação Lava Jato até o fim das investigações, mesmo que isso gere instabilidade política no país. A pesquisa ouviu 1 200 pessoas durante 2015. Na pesquisa anterior, em janeiro de 2016, o percentual era de 90 por cento.
As revelações da "Vaza Jato" tiveram impacto na reputação da operação. Uma pesquisa da empresa Atlas Político, realizada entre os dias 10 e 12 de junho de 2019, mostrou que o ex-juiz da Lava Jato perdeu parte do seu capital popular. Em pesquisa da Atlas realizada em maio, Moro tinha uma imagem positiva para 60% dos entrevistados. Na pesquisa, o ministro havia perdido quase dez pontos percentuais – manteve o mesmo prestígio entre 50,4% dos entrevistados, mas recebeu avaliação negativa de 38,6%, contra 31,8% no levantamento do mês passado. O levantamento, feito online com 2 000 pessoas de todo o país (o resultado tem margem de erro de 2% para cima ou para baixo), mostra que 73,4% dos entrevistados tomaram conhecimento das conversas entre Moro e Dallagnol. Desses, 58% reconhecem que a prática de um juiz aconselhar e manter conversas privadas com membros da acusação ou defesa de um réu, sem o conhecimento da parte adversa, é incorreta. Somente 23,4% consideram esse comportamento correto. Outros 18,6% não opinaram.
A pesquisa da Atlas Político mostra que as opiniões se dividem quase igualmente sobre eventuais abusos de Moro na época da Lava Jato quando entra o nome do ex-presidente Lula. Para 41,9% dos entrevistados ouvidos, o ex-juiz cometeu abusos na condução do processo do ex-presidente. Mas para 40,8%, não. Outros 17,2% deixaram de responder a essa pergunta. O levantamento mostra uma certa metamorfose na opinião pública brasileira sobre a imagem da prisão do ex-presidente petista. Ainda que uma maioria dos brasileiros se mostre a favor da prisão de Lula (49,4%) neste mês de junho, a Atlas mostra que essa certeza já foi maior. Em abril, a empresa fez a mesma pergunta em pesquisas para medir o impacto da entrevista concedida pelo ex-presidente Lula ao El País e ao jornal Folha de S.Paulo depois de um ano preso em Curitiba. Na ocasião, 57,9% dos que foram ouvidos se diziam favoráveis à pena de prisão de Lula, e 33,10% contra. Neste mês os contrários à pena do ex-presidente subiram para 38,4%. Outros 12,3% preferiram não responder a essa questão no levantamento deste mês (em abril 9% não havia se posicionado).
De acordo com uma pesquisa do Datafolha, divulgada pelo jornal Folha de S.Paulo em dezembro de 2019, 81% dos entrevistados acreditavam que a investigação ainda não cumpriu seu objetivo e deve continuar, ante 15% que consideram que ela deve acabar porque já cumpriu o objetivo proposto. Os números permaneceram praticamente inalterados em relação a abril de 2018. Apesar do apoio, a pesquisa revelou que 47% dos entrevistados consideram que, mesmo com a Lava Jato, a corrupção continuará na mesma proporção de sempre. O Datafolha ouviu 2 948 pessoas em 176 municípios de todo o país. As entrevistas foram feitas pessoalmente, em locais de grande circulação. O instituto afirma que o nível de confiança dos resultados é de 95%. A margem de erro é de dois pontos percentuais.

### Impacto cultural
Em 2017, estreou o filme Polícia Federal: A Lei É para Todos, o primeiro duma trilogia, retratando os bastidores da operação. Em março de 2018, a Netflix lançou a primeira temporada da série O Mecanismo, dirigida por José Padilha; a segunda temporada teve estreia em 2019. Em dezembro de 2018, denominou-se um gênero de caracóis Lavajatus em referência à operação, o gênero constitui-se da espécie Lavajatus moroi.

### Guinada à direita e renovação política

Jair Bolsonaro a comemorar o resultado da convenção que o escolheu como candidato à presidência pelo PSL em 2018.

Como consequência da crise política e econômica, o Brasil, acompanhado de outros países, apresentou uma mudança no quadro ideológico tanto de seus governantes quanto de parcela considerável da sua população, havendo surgimento de novos movimentos liberais e conservadores, com a atuação de pensadores e influenciadores com ideário abertamente voltado para ideias de direita. O ensaísta Olavo de Carvalho é apontado como um dos principais, senão o principal, responsáveis por essa mudança. No campo político a expressão maior desse movimento se deu com a candidatura ao cargo de presidente da República do então deputado Jair Bolsonaro.
Em 2018, a Câmara dos Deputados apresentou uma renovação de 47,3%, com 243 deputados novos, maior renovação desde a Assembleia Constituinte de 1987. O Senado também sofreu forte renovação, das 54 vagas disputas, 46 foram conquistadas por novos nomes e dos 32 que tentaram reeleição, apenas oito conseguiram ser pleiteados. Diante da crise política, vários partidos políticos do Brasil mudaram de nome, símbolos e ideologias, tanto para atrair eleitores para as eleições de 2018, como também para se esquivar dos casos de corrupção envolvendo políticos destes partidos. Os nomes foram alterados, em muitos casos, para slogans ao invés de siglas. Também caiu a palavra "partido" nos casos de renomeação.
O PT, principal partido de esquerda no país, que elegeu 630 prefeitos em 2012, teve esse número reduzido para 256 nas eleições municipais de 2016, tendo passado de terceiro para décimo partido com mais prefeituras, uma perda de mais de 50%. Alguns candidatos do PT também deixaram de usar o tradicional vermelho e a estrela símbolo do partido em suas campanhas nas eleições municipais de 2016, logo após o impeachment de Dilma Rousseff e baixa na popularidade do partido.
Ao comentar sobre a crise entre as instituições políticas em junho de 2020, e o problema no financiamento público de campanhas, ao Estado de S. Paulo, o cientista político Bruno Pinheiro Wanderley Reis disse que a Lava-Jato instaurou o descontrole no sistema político do Brasil: "O que aconteceu de 2014 para cá é que, ao expor os bastidores viciados do financiamento de campanha, mais que induzir correção institucional, o que a Lava Jato produziu foi a desorganização completa do sistema e o salve-se quem puder. O sistema eleitoral flutuou na direção do predador, para os últimos dos políticos".

## Premiações

### Internacionais
Em 24 de setembro de 2015, as investigações da força-tarefa do Ministério Público Federal (MPF) na Operação Lava Jato tiveram reconhecimento internacional com o recebimento do prêmio anual da Global Investigations Review (GIR), na categoria órgão de persecução criminal ou membro do Ministério Público do ano. Os procuradores Carlos Fernando dos Santos Lima, Deltan Dallagnol e Roberson Pozzobon representaram a equipe de onze membros da força-tarefa na cerimônia em Nova Iorque. O GIR é um portal de notícias consolidado no cenário internacional como um dos principais canais sobre investigações contra a corrupção e instituiu o prêmio para celebrar os investigadores e as práticas de combate à corrupção e de compliance que mais impressionaram no último ano. Em seis categorias, reconheceram-se práticas investigatórias respeitadas e admiradas em todo o mundo. A força-tarefa concorreu com investigações famosas como a do caso de corrupção na Fifa. Os países que disputaram o prêmio com o Brasil foram Estados Unidos, Noruega, Reino Unido e Romênia. O secretário de Cooperação Internacional da Procuradoria-Geral da República, procurador regional Vladimir Aras, parabenizou a equipe: "Os colegas premiados juntam-se àqueles que atuaram na ação penal 470, premiados pela Associação Internacional de Procuradores (IAP, na sigla em inglês) em 2013, e ao procuradores do grupo Justiça de Transição, agraciados pela IAP no ano seguinte". A força-tarefa do MPF na operação é formada por procuradores da República que estão na linha de frente da investigação na primeira instância da Justiça Federal do Paraná, a força-tarefa do MPF na Operação Lava Jato investiga um mega esquema criminoso de corrupção envolvendo a Petrobras desde abril de 2014.
Em 28 de setembro de 2017, foi finalista do prêmio Allard, promovido pela Universidade da Colúmbia Britânica, no Canadá, dentre 240 iniciativas de 70 países. Em junho de 2018, a International association of Prosecutors (IAP; Associação internacional de promotores) premiou os procuradores da força tarefa. Em setembro de 2018, os procuradores da força tarefa de Curitiba e do Rio e o Grupo de Trabalho da Procuradoria-Geral da República foram premiados pela IAP em premiação é outorgada anualmente durante sua conferência internacional, então realizada em Johanesburgo, África do Sul.
Em setembro de 2018, 47 procuradores que integram ou integraram a força-tarefa da Lava Jato no Paraná e no Rio, e o grupo de trabalho da Procuradoria Geral receberam prêmio internacional na África do Sul.

### Nacionais
Em 10 de maio de 2016, a operação recebeu hors concours, na categoria de Combate à Corrupção, o IV Prêmio República de Valorização do Ministério Público Federal (MPF). Premiaram-se ao todo onze iniciativas, e quatro receberam menção honrosa. A cerimônia realizou-se no auditório da Associação Médica Brasileira, em Brasília, e contou com a presença de autoridades, procuradores da República, jornalistas e instituições de responsabilidade social.
Em 3 de dezembro de 2016 a operação recebeu o Prêmio Anticorrupção concedido anualmente pela ONG Transparência Internacional, que distingue pessoas e organizações que expõem e combatem a corrupção. Mercedes de Freitas, dirigente da Transparência, enfatizou que "bilhões de dólares foram perdidos para a corrupção no Brasil, e os brasileiros já estão fartos da corrupção que está devastando seu país. A força-tarefa da Lava Jato está fazendo um grande trabalho em assegurar que os corruptos, não importa o quão poderosos sejam, sejam culpabilizados e a Justiça seja feita. Estamos contentes de premiar os promotores brasileiros por trás da força-tarefa da Lava Jato com o Prêmio Anticorrupção 2016 pelos seus incansáveis esforços para acabar com a corrupção endêmica no Brasil".
Em 6 de dezembro de 2016, a força-tarefa recebeu o Prêmio Innovare na categoria Ministério público, distinção que reconhece práticas eficientes contribuindo para a solução de problemas da Justiça no país, concedida em conjunto por Instituto Innovare, Secretaria Nacional de Cidadania e Justiça do Ministério da justiça, Associação dos Magistrados Brasileiros, Associação Nacional dos Membros do Ministério público, Associação Nacional dos Defensores Públicos, Associação dos Juízes Federais do Brasil, Conselho Federal da Ordem dos Advogados do Brasil, Associação Nacional dos Procuradores da República (ANPR) e Associação Nacional dos Magistrados da Justiça do Trabalho, com apoio do Grupo Globo.
Em julho de 2020, a força-tarefa Lava Jato no Rio de Janeiro foi premiado pela ANPR, do VIII Prêmio República de Valorização do Ministério Público Federal na categoria Combate à corrupção, pela Operação Patrón, que em novembro de 2019 pediu vinte prisões, no Brasil e no Paraguai, e buscas e apreensões de investigados por corrupção, lavagem de dinheiro e participação em organização criminosa.

## Controvérsias
Os críticos de Moro o acusam de conduzir a Operação Lava Jato com decisões controversas.

### Quebra do sigilo telefônico de Lula

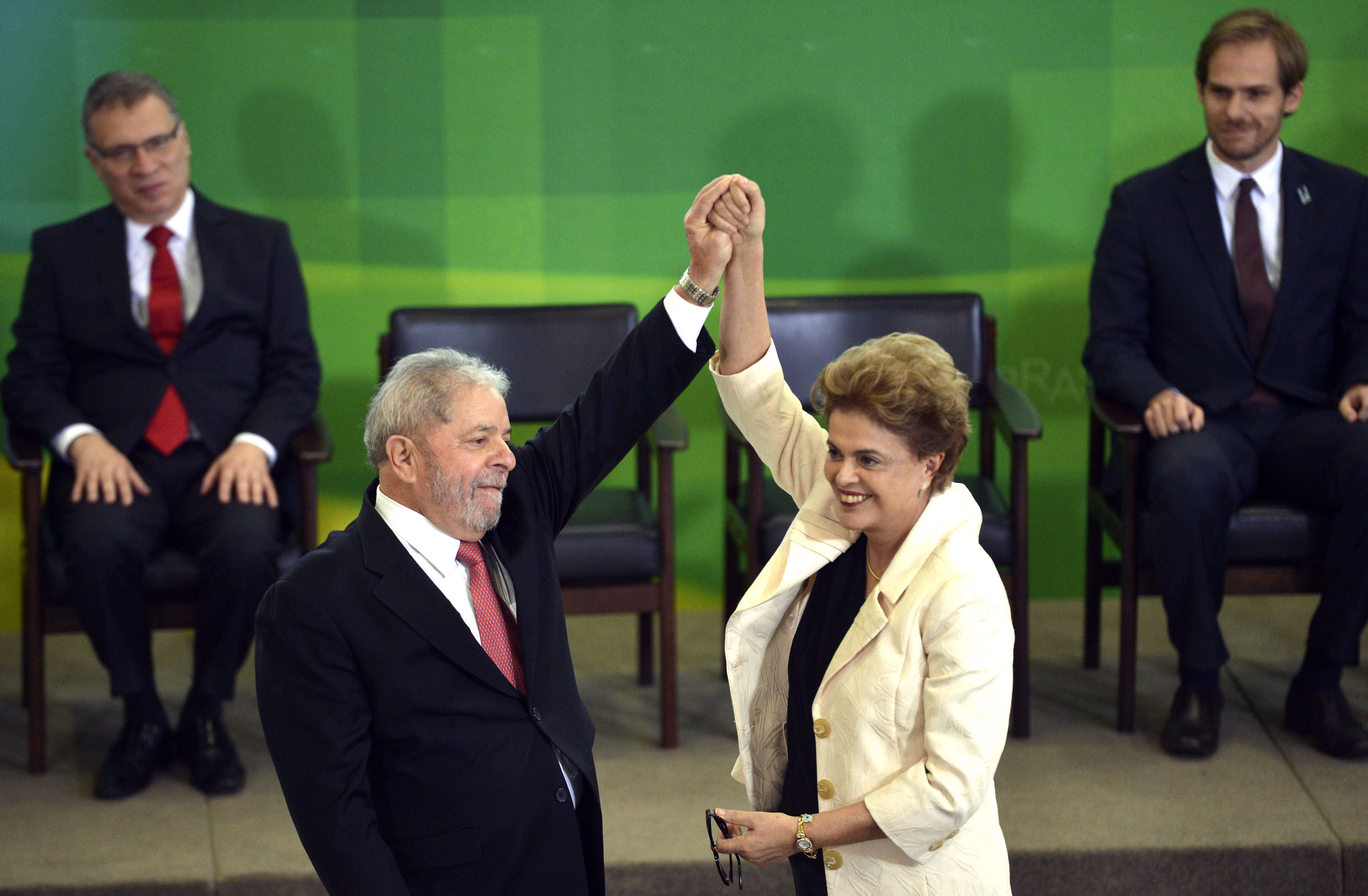
Dilma Rousseff empossa Lula como Ministro Chefe da Casa Civil, em 17 de março de 2016

Em 16 de março de 2016, o juiz federal Sérgio Moro retirou o sigilo do grampo telefônico do ex-presidente Luiz Inácio Lula da Silva. As conversas gravadas pela Polícia Federal incluíam diálogo no mesmo dia com a presidente Dilma Rousseff, que o nomeou Ministro Chefe da Casa Civil. Contudo, Moro declarou que Lula já tinha pelo menos a suspeita das gravações, o que comprometeria a espontaneidade e a credibilidade de diversos diálogos. O advogado de Lula, Cristiano Zanin Martins, disse que a divulgação do áudio da conversa entre a presidente Dilma Rousseff com Lula era uma "arbitrariedade" e estimulava uma "convulsão social". O conteúdo da conversa seria uma suposta tentativa de evitar a prisão do Lula. Dilma iria nomear Lula para o cargo de ministro da Casa Civil, dando-o, portanto, foro especial por prerrogativa de função, de forma que ele ficaria fora do alcance de Sérgio Moro, que era juiz de primeira instância.
A divulgação dos diálogos geraram ampla repercussão na sociedade. A corregedora do Conselho Nacional de Justiça arquivou oito representações contra a divulgação do áudio, de um total de quatorze, mas a Procuradoria Geral da República, em parecer enviado ao Supremo Tribunal Federal (STF), considerou as gravações legais. Na época das conversas, Moro declarou não sigiloso uma gravação de som de 1 minuto e 35 segundos em que a então presidente Dilma Rousseff tratava com Lula sobre sua possível posse como ministro. O diálogo fez com que o STF anulasse a posse de Lula.

### Vaza-Jato:Vazamento de conversas peloThe Intercept

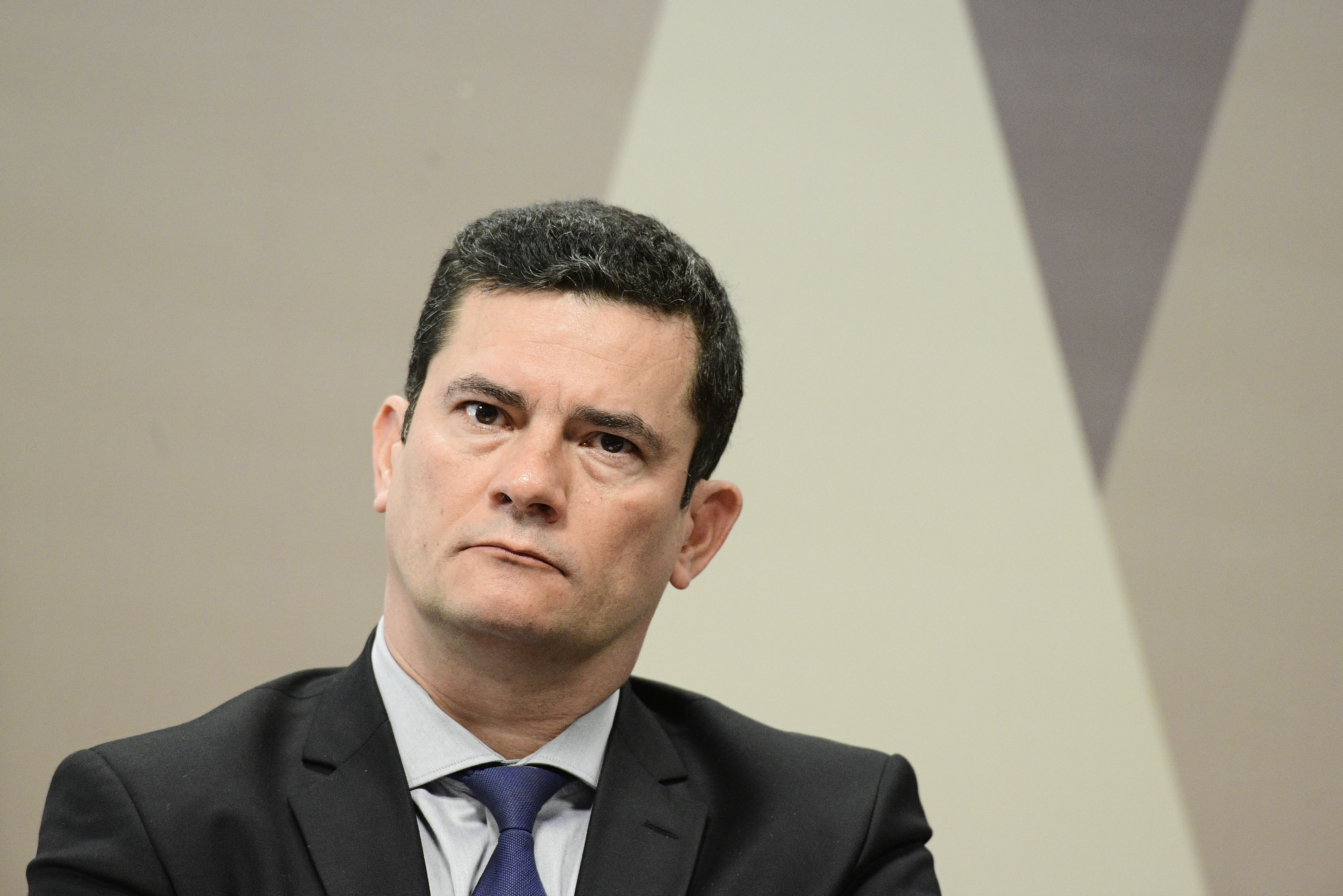
Sergio Moro durante audiência pública da Comissão de Constituição, Justiça e Cidadania (CCJ) do Senado para esclarecimentos a respeito das notícias sobre os vazamentos das conversas da Operação Lava Jato.

Em junho de 2019, o periódico virtual The Intercept publicou matéria com vazamento, de fonte anônima, de conversas no aplicativo Telegram entre o ex-juiz Sergio Moro e o promotor Deltan Dallagnol no âmbito da Operação Lava Jato com evidências de "discussões internas e atitudes altamente controversas, politizadas e legalmente duvidosas da força-tarefa da Lava Jato". As transcrições sugerem que Moro cedeu informação privilegiada à acusação, auxiliando o Ministério Público a construir casos, além de orientar a promotoria, sugerindo modificação nas fases da operação Lava Jato. Também mostram cobrança de agilidade em novas operações, conselhos estratégicos, e antecipação de pelo menos uma decisão. Moro teria ainda fornecido pistas informais e sugestões de recursos ao Ministério Público.
Segundo alguns juristas, tal prática viola o código de ética da magistratura e a Constituição brasileira, por desrespeitar os princípios da imparcialidade, independência e equidistância entre defesa e acusação. As transcrições demonstrariam ainda que a promotoria teria receio da fragilidade das acusações feitas contra o ex-presidente Luiz Inácio Lula da Silva e que teria buscado combinar previamente elementos do caso.

### Influência do FBI
Em 2014, a agente especial do FBI Leslie foi designada pelo departamento federal para colaborar nas investigações da Lava Jato. Leslie se tornou especialista na legislação Foreign Corrupt Practices Act (FCPA), uma lei norte-americana que permite que o Departamento de Justiça (DOJ) investigue e puna nos Estados Unidos atos de corrupção praticados por empresas estrangeiras mesmo que não tenham acontecido em solo americano, e com base nessa lei que o governo americano investigou e puniu com multas bilionárias empresas brasileiras alvos da Lava Jato, dentre elas a Petrobras e a Odebrecht (atual Novonor), que se comprometeram a desembolsar mais de 4 bilhões de dólares em multas para os Estados Unidos, Brasil e Suíça. A cooperação internacional levou diversos empresários para a prisão em cerca de 50 países e é tida como fator decisivo para o impeachment da ex-presidente Dilma Rousseff.
Em outubro de 2015, uma comitiva de 18 agentes americanos que foram a Curitiba se reunir com procuradores e advogados de delatores sem passar pelo Ministério da Justiça, órgão que devia, segundo a lei, intermediar todas as informações como especializada de assistência com os EUA. Durante o vazamento das conversas entre os procuradores, foi verificado que o procurador Paulo Roberto Galvão solicitou informalmente auxílio do FBI para acessar o sistema My Web Day, o que caracterizou um possível risco a soberania nacional brasileira. A deputada Alexandria Ocasio-Cortez e outros 19 congressistas americanos, em junho de 2021, enviaram ao Departamento de Justiça dos Estados Unidos um pedido para que o governo torne públicas informações sobre como os órgãos de investigação dos EUA cooperaram com a Operação Lava Jato no Brasil.

### Envolvimento no governo Bolsonaro

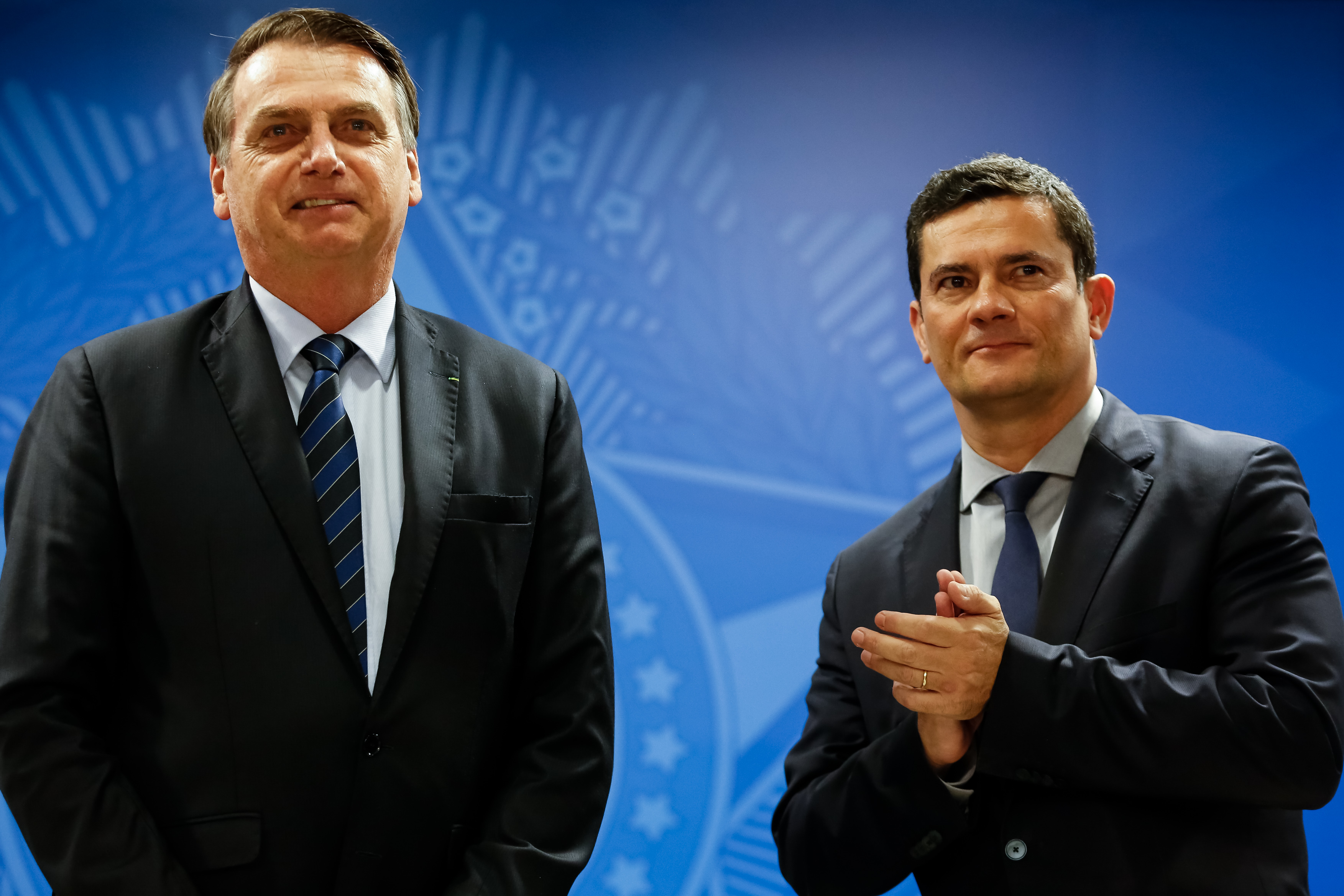
Sergio Moro, então Ministro da Justiça do Governo Bolsonaro.

Dezenove integrantes com histórico profissional ligado à Operação Lava Jato fizeram parte do governo Jair Bolsonaro. Além do ex-juiz federal Sergio Moro, há delegados da Polícia Federal, auditores da Receita Federal, servidores da Justiça Federal do Paraná e uma ex-subprocuradora-geral da República. Como o Congresso Nacional decidiu transferir o comando do Conselho de Controle de Atividades Financeiras do Ministério da Justiça e Segurança Pública para o Ministério da Economia, três auditores da Receita que haviam sido nomeados pelo ministro Sérgio Moro para trabalhar no conselho agora estão subordinados ao ministro Paulo Guedes.
A ida de integrantes da Operação para o governo gerou questionamentos quanto a sua neutralidade. A decisão do presidente Jair Bolsonaro de nomear o então juiz para o cargo de ministro da Justiça e Segurança Pública, por exemplo, provocou reação negativa de parte da imprensa internacional, pois o mesmo condenara Lula, o principal adversário do presidente na eleição. Moro foi responsável por ter emplacado 18 ligados à Operação Lava Jato para exercer cargos de confiança vinculados a sua pasta no governo.
Em agosto de 2020, o jornalista Guilherme Amado publicou em sua coluna na revista Época uma matéria na qual relata que os procuradores da Lava Jato em Curitiba que votaram em Jair Bolsonaro em 2018, estariam afirmando privadamente que se arrependeram do voto.

### Cobertura da grande mídia
Em junho de 2019, Lúcio de Castro disse em rede social que a grande mídia brasileira recusou uma pauta jornalística que aponta um possível caso de corrupção sobre uma offshore em paraíso fiscal de Paulo Henrique, filho do ex-presidente Fernando Henrique Cardoso (FHC): 
Em 05 de abril de 2016, ainda não existia essa Agência Sportlight. Tinha certeza da bomba que tinha em mãos. Depois de muitas portas fechadas quando dizia a pauta, finalmente publiquei [na Carta Capital]. Ou não sei nada dessa profissão, ou era devastador o conteúdo. Não interessou a nenhum grande meio. Em 11/6/2018, ainda inconformado com algo desse teor não ter consequência, republiquei, já então na Agência Sportlight. Se em 2016 a Lava Jato já estava em pleno funcionamento, em 2018 nem se fala. Mas não interessou a ninguém. E como algo assim não interessa? E não estava prescrito (...) Não interessou à grande imprensa. Não interessou aos investigadores. E agora sabemos, via The Intercept Brasil, que não só não interessou ao juiz Moro como ele pediu para evitar "melindrar" FHC. A matéria tava lá. Só quem não quis deixou de saber que Moro era seletivo. E cometia crime.— Agência Sportlight
No mesmo mês, em entrevista ao Deutsche Welle, o cientista político Sérgio Praça, da Fundação Getulio Vargas, disse que a baixa cobertura da grande mídia em torno dos vazamentos foi devido a imprensa brasileira ter "inveja do Glenn Greenwald (...) ele tem um histórico de militante da esquerda, que o torna, para uma parte da imprensa, uma pessoa não confiável. Mas o trabalho dele é absolutamente excepcional".
Em entrevista ao UOL em fevereiro de 2021, o ministro Gilmar Mendes disse que ouviu que o procurador Janot tinha doze jornalistas selecionados para vazar informações da lava jato. No mesmo mês, o The Intercept Brasil publica mensagens que apontam que procuradores da Lava Jato se aproximaram de membros da família Marinho, dona da Rede Globo, para impulsionar a operação. Em um trecho de uma das mensagens diz: "a globo é, como Vc diz, um transatlântico… não só para mudar de direção, mas também para impulsionar kkkk", disse Dallagnol em resposta a um repórter da TV Globo.
No dia 29 de março de 2021, a defesa do ex-presidente Luiz Inácio Lula da Silva (PT) anexa no STF (Supremo Tribunal Federal) mensagens obtidas na operação Spoofing, que não são reconhecidas pelos procuradores da força-tarefa da Lava Jato. De acordo com elas, três meses após Bolsonaro assumir a presidência, a procuradora Jerusa Viecili enviou uma mensagem a Deltan Dallagnol pedindo para afastar a imagem da Operação Lava Jato do presidente para tentar a "reaproximação" de jornalistas e da "grande imprensa". Ainda segundo a procuradora nas mensagens, a Operação Lava Jato não agiu com empenho suficiente para investigar o filho do presidente, Flávio Bolsonaro, suspeito de corrupção no caso das rachadinhas.

### Gastos com passagens aéreas
Em fevereiro de 2021, o Poder360 divulgou um levantamento mostrando que a Lava Jato gastou 3,8 milhões de reais ao longo de sete anos com diárias de hotéis e passagens aéreas para apenas cinco procuradores. Em resposta, o MPF do Paraná disse que os gastos estão de acordo, mas não explicou o motivo de alguns procuradores terem passado anos se deslocando de avião sem se mudar definitivamente para o Paraná, onde trabalhavam com frequência.